# Хотин
Хоти́н — місто в Україні, центр Хотинської міської громади, Дністровського району, Чернівецької області. Історично важливий центр Бессарабії. Значний туристичний осередок України, відоме своєю грандіозною фортецею XIII — XVIII століття, яка збереглася до сьогодні.

## Назва і символи
У літописі згадуваний як Хотень. У билинних переказах згадується богатир на ім'я Хотен Блудович.

### Герб

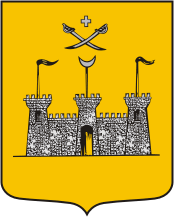
Старий герб

1826 року місту Хотину був наданий герб: у золотому полі срібна тривежева цитадель, супроводжена вгорі срібним рівнораменним хрестиком над двома схрещеними шаблями — символами захисту краю від ворогів. На передній вежі півмісяць на держаку, а на держаках обох крайніх веж — застромлені бунчуки.

### Прапор

Прапор Хотина

Прапор міста ухвалено 21 березня 1996 року. Автором прапора є В. Денисенко.

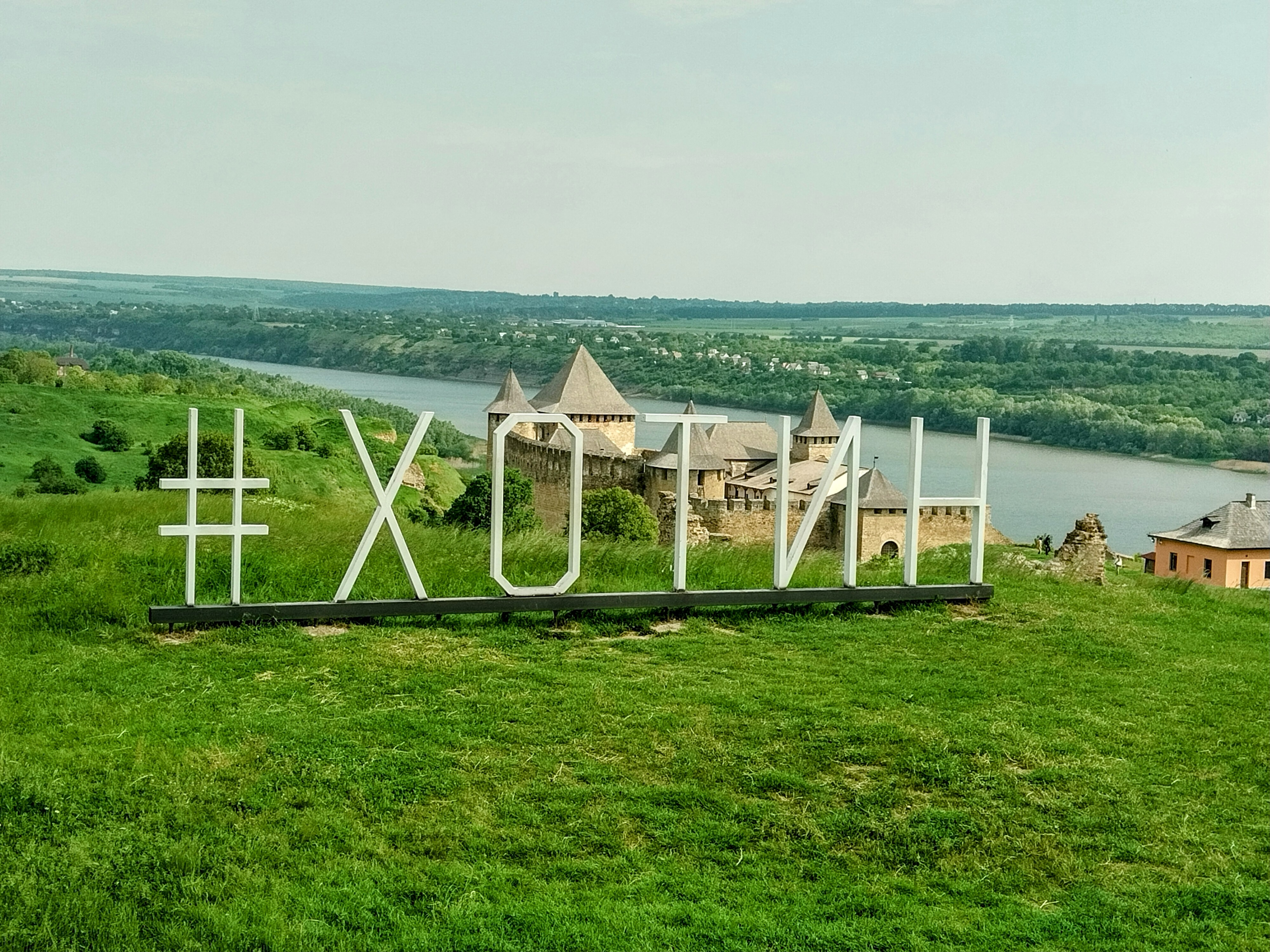
1. Хотин

## Географія
Хотин розташований на південному заході України, у Чернівецькій області, в історичному регіоні Бессарабія. Місто знаходиться на правому березі річки Дністер, за 62 км від обласного центру Чернівці та за 27 км від міста Кам'янець-Подільський. Біля Хотина протікає річка Варниця, яка є правою притокою Дністра.
Місто лежить у межах Хотинської височини, частини Подільської височини, що характеризується пагорбистою місцевістю, ярами та долинами. Поблизу Хотина розташований Дністровський каньйон, відомий своїми геологічними формаціями та біорізноманіттям.

### Транспортне сполучення
Через місто проходить автошлях національного значення Н03, який сполучає Чернівці, Кам'янець-Подільський і Хмельницький. Завдяки цьому Хотин має зручне транспортне сполучення з іншими регіонами України.

### Клімат
Хотин знаходяться в межах вологого континентального клімату із теплим літом і м'якою зимою. Середня температура влітку становить +20...+25 °C, узимку – -2...-5 °C.

### Природні ресурси
Регіон багатий на водні ресурси, зокрема підземні води, які використовуються для водопостачання. У лісах, що оточують Хотин, поширені дуб, граб і бук.

## Історія

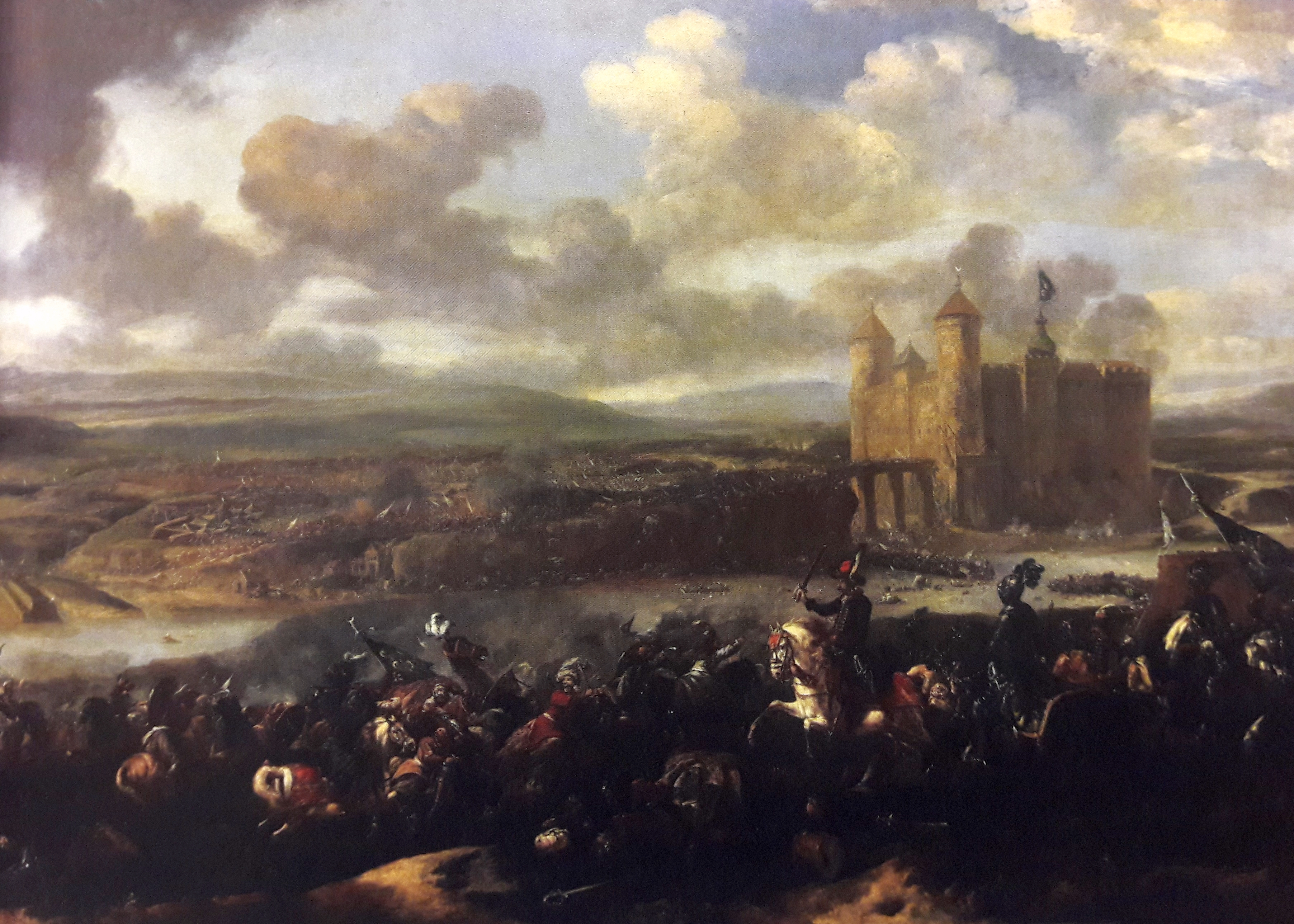
Хотинська битва

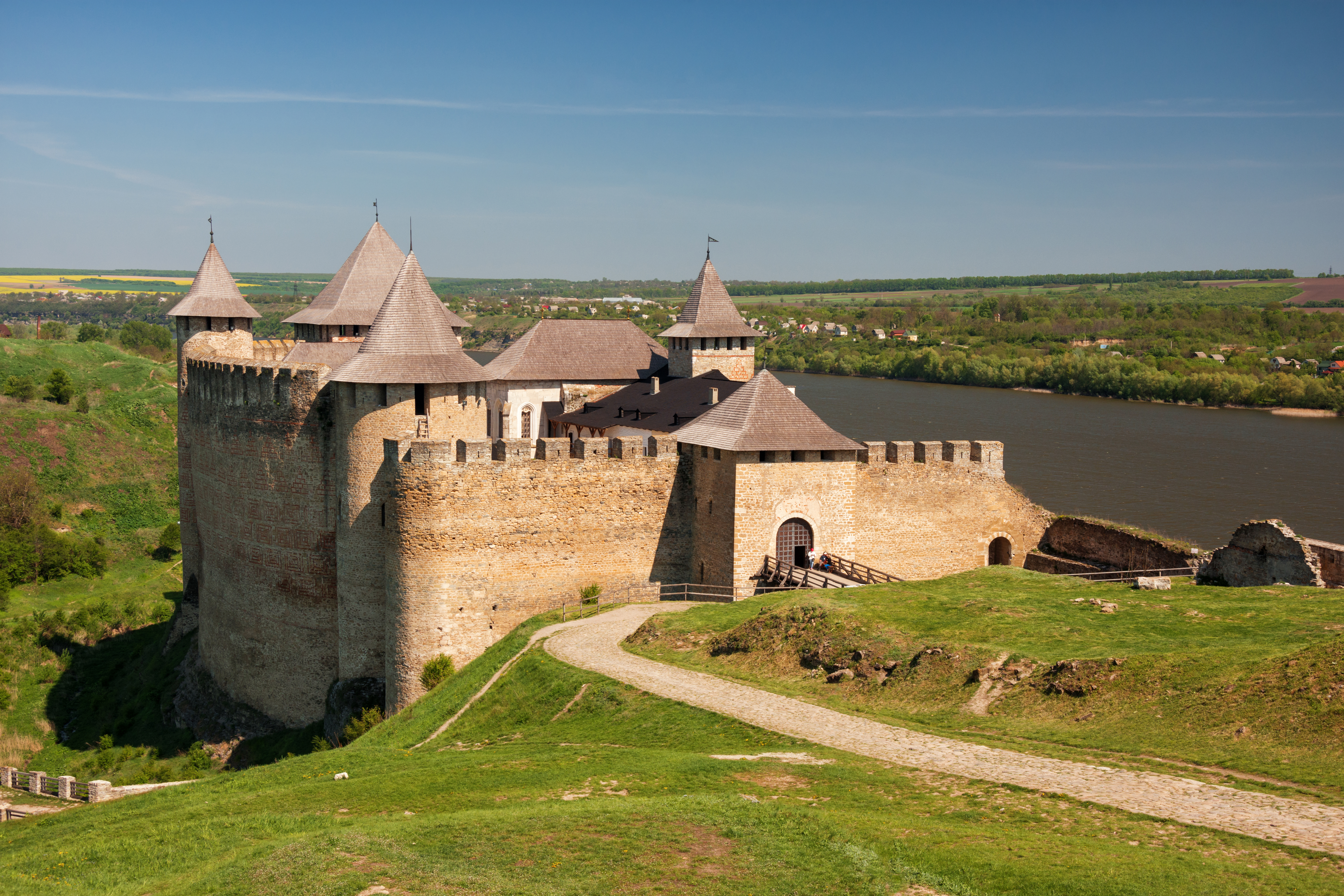
Хотинська фортеця (2018)

Завдяки вигідному стратегічному положенню Хотин відіграв значну роль в історії України, Молдовського князівства, Речі Посполитої, Османської імперії та Російської імперії.
Спочатку це була невелика збудована східними слов'янами на місці давнього поселення дерев'яна фортеця, яка захищала їх від численних завойовників. Поряд одночасно з нею існувало неукріплене селище. На його території археологи виявили залишки напівземлянкових жител з печами-кам'янками, які датують IX—X століттями, а на глибині 1,2–1,4 м виявлений культурний шар VII—VIII століть.
Від X століття входив у склад Русі, згодом — Галицько-Волинського князівства.
Завдяки міцній твердині й вигідному розташуванню Хотин став центром розвитку ремесел і торгівлі, які, у свою чергу, сприяли розквіту культури й економіки міста. Про це, зокрема, свідчить і рукописне Хотинське Євангеліє XIV століття. У Хотині в ті часи відбувалися найбільші у Молдовському князівстві ярмарки, на які приїздили купці з різних країн Східної та Західної Європи. Місто було важливим митним пунктом в європейсько-азійській торгівлі. У другій половині XVI століття від хотинського ярмарку у молдовську скарбницю надходила величезна сума грошей — 10 000 золотих на рік.

### У складі Шипинської землі
З кінця ХІІ століття на півдні Галицького князівства Галицько-Волинської держави починає формуватись земля з напів-автономним статусом. Після монголо-татарської навали зв'язки з галицько-волинськими землями послабились, що призвело до їх фактичного відокремлення на початку XIV, та визнання зверхності Золотої Орди.
У середині XIV століття починається занепад Золотої Орди, в залежності від якої перебував край. В 1349 році Королівство Польське захопило Галицьке князівство. В цей же час на землях у басейні річки Молдова формується нова держава — Молдовське князівство.
На південному прикордонні Галицького князівства постає Шипинська земля — практично самостійна адміністративно-територіальною одиниця з власною самоуправою, за яку вели запеклу боротьбу Королівство Польське, Королівство Угорське та Молдовське князівство.
Документально вперше згадує Шипинську землю Ян Длугош в 1359 році у зв'язку з походом короля Казимира у Молдову. Приблизні межі описувались в грамоті 1412 року.
Загальне керівництво землею здійснював Воєвода. Хотинська фортеця була центром Хотинської волості («дєржави»), якою керував Староста («дєржавець»)

### У складі Молдови
Від 1373 року Хотин увійшов до складу Молдавії.
Упродовж XV—XVI століть Хотинська фортеця була столицею Мультан, резиденцією молдавських господарів.
Воєвода Стефан III Великий значно розширив кордони фортеці — звели мур шириною 5 і висотою 40 метрів. У самій фортеці були вириті глибокі підвали, які служили приміщеннями для воїнів.
Згаданий у «Списку руських городів» наприкінці XIV століття («На Днестре Хотень») й у грамоті молдавського воєводи Олександра від 8 жовтня 1408 року.
У XVI столітті деякий час перебував під владою Польщі, потім знову Молдавського князівства (у васальній залежності від османів), у XVIII столітті Хотинська округа була безпосередньо включена до складу Османської імперії.
Після занепаду Молдавського князівства місто і фортеця перейшли до рук османів. Вони ще більше посилюють оборонну міць фортеці, але місцеве населення ніколи не мирилося з новими поневолювачами. Помічниками у цій боротьбі часто виступали запорозькі козаки. Так було в 1563 році, коли козаки на чолі з легендарним Дмитром Вишневецьким (Байдою) зайняли фортецю і почали переговори з молдавським господарем про спільний виступ проти Османської імперії. Через зраду молдавських бояр загін козаків був розгромлений, а Дмитро Вишневецький був страчений в Константинополі.
1615 року війська Речі Посполитої зайняли Хотин. Після Цецорської битви 1620 року між Річчю Посполитою та Османською імперією, в ході якої війська Речі Посполитої були розбиті, а великий коронний гетьман Станіслав Жолкевський загинув, Хотин став головним форпостом оборони від османської навали.

### Хотинська битва 1621

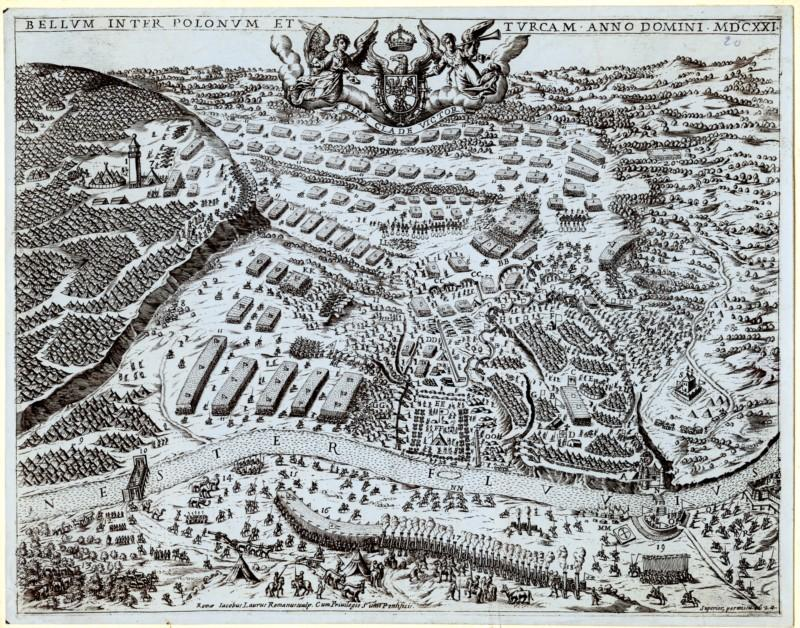
Хотинська битва 1621 року

У вересні — на початку жовтня 1621 року біля стін Хотинської фортеці проходили події знаменитої Хотинської битви, яка прославила запорозьких козаків на чолі із гетьманом Петром Конашевичем-Сагайдачним і стала зламним моментом в історії Османської імперії. У ході Хотинської війни військо Речі Посполитої великого гетьмана литовського Яна-Кароля Ходкевича (35 тисяч вояків) та Запорозьке військо гетьмана Петра Сагайдачного (40 тисяч козаків) відбили численні атаки 200-тисячної османсько-кримськотатарської армії. Козаки під проводом Сагайдачного у вересні неодноразово здійснювали сміливі нічні рейди-контратаки, викликаючи паніку серед османських військ. 24 вересня у фортеці помер від поранення і наступного зараження крові гетьман Ходкевич, і оборону очолив Станіслав Любомирський. Успішні дії козаків, вмілі маневри військ Речі Посполитої поступово підточували сили османів. Осман II остаточно розгубився. 28 вересня він вирішив дати генеральний бій. Але вже 9 жовтня 1621 р. Султан Осман II був змушений укласти з представниками Речі Посполитої Хотинський мир.
Впродовж XVII століття Хотин переходив з рук в руки, ним володіли і польські королі і османські феодали, неодноразово місто визволяли запорозькі козаки. Під час визвольної війни 1650—1653 років у Хотині перебували війська Богдана Хмельницького.

### Хотинська битва 1673

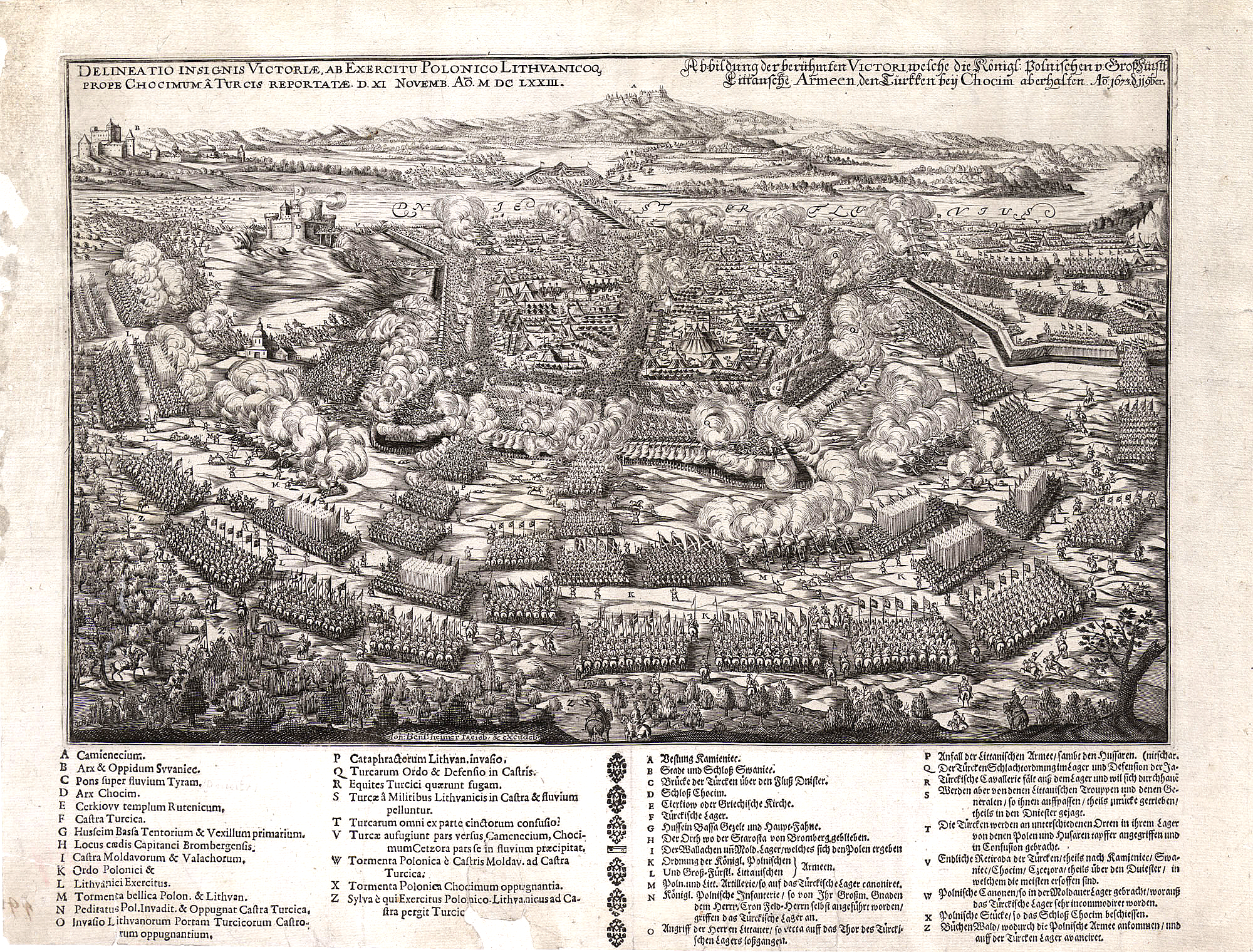
Хотинська битва, 1673

11 листопада 1673 р. коронний гетьман Ян III Собеський на чолі 30-тисячного війська Речі Посполитої вщент розгромив у Хотині 40-тисячну османську армію. Вирішальним моментом Хотинської битви 1673 стала атака гусарів воєводи Яблоновського. Від загибелі і полону врятувалось лише декілька тисяч османів. Тільки на початку XVIII століття османи змогли закріпитися в Хотині і в фортеці.
Після реконструкції 1712—1718 років (за участю французьких інженерів) Хотинська фортеця стала наймогутнішим вузлом османської оборони на сході Європи.
Хоча під мурами фортеці продовжують йти битви, в XVIII—XIX століттях вона поступово втрачає своє оборонне значення.
1739 року московські війська вступають в Хотин після перемоги над османами у битві під Ставчанами.
1769—1787 рр. російська імператорська армія знову штурмувала Хотинську фортецю.

### Облога Хотина 1788

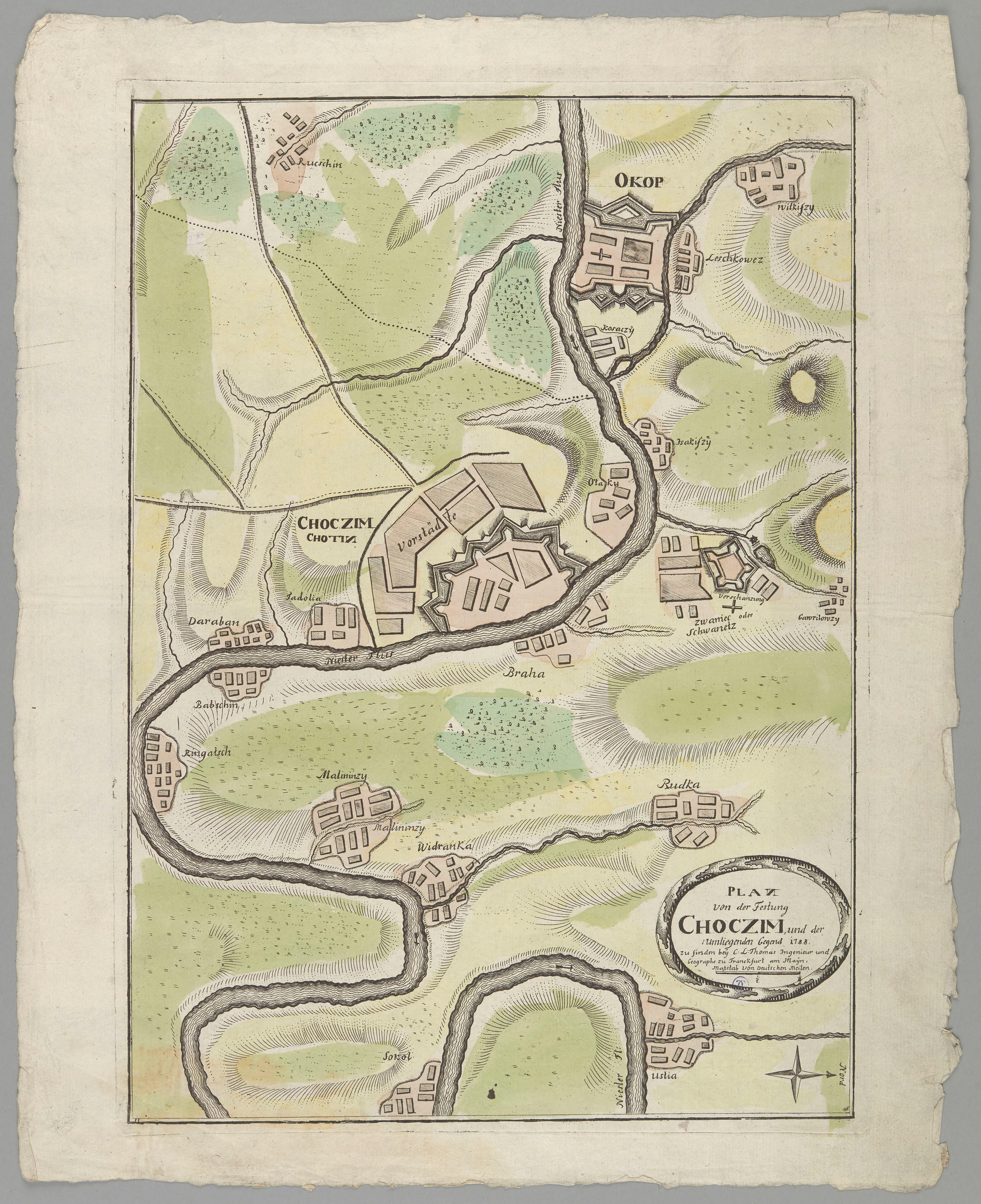
План Хотина (1788)

1788 року місто взято в облогу австрійськими військами під командуванням принца Фрідріха і московськими військами під командуванням сина генерала Солтикова. Місто було в облозі 4 місяці і 8 днів. 19 вересня 1788 року місто з комендантом Осман-пашею здалося. Осман-паші та іншим дозволили вивезти всіх своїх людей та все своє добро з замку, фортеці та міста. Це все вивезено на 2700 возах. Солтиков запросив до себе Осман-пашу на обід. Осман-паша був чоловіком Гелени, сестри Софії Клявоне. Софія Клявоне перебувала тоді у зв'язку із Солтиковим. Після того як місто капітулювало в ньому було 16 857 жителів.

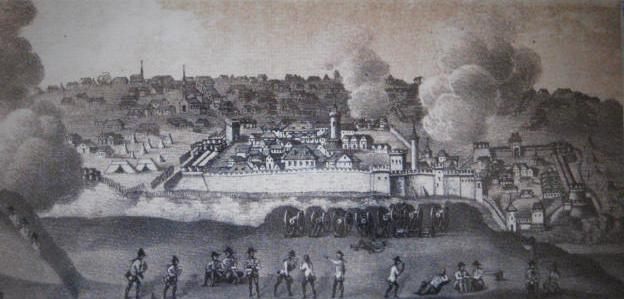
Хотин (1788)

1 жовтня 1778 австрійські та російські війська ввійшли в місто. Місто було порожнє і значно поруйноване. Передмістя Константинополь ще раніше спалив Осман-паша.
Саксонський принц Фрідріх Заальфельдский так описав тоді місто. Хотинська фортеця в формі чотирикутника, 1800 на 730, має четверо воріт. Ворота мали назви: Водяні, Стамбульські, Бендерські і Корохові. В середині замку розташовані палац паші, мечеть, османська лазня, багато магазинів і 40 різних будинків, в яких могли жити 800 осіб. Місто розташоване вище фортеці і оточене грабовим палісадом до самої фортеці. Одне передмістя називали Константинополь, а інше біля воріт, які виходили на дорогу до Окопів, називали Румля. Між двома передмістями був сад Осман-паші, який виходив і поза палісад. Малий струмок, який стікав в Дністер ділив місто і фортецю на дві частини. Місто забудовано дерев'яними будинками. При фортеці були 7000 вояків, жив тоді там Осман-паша та ага яничарів Друруоглу.

### У складі Російської імперії

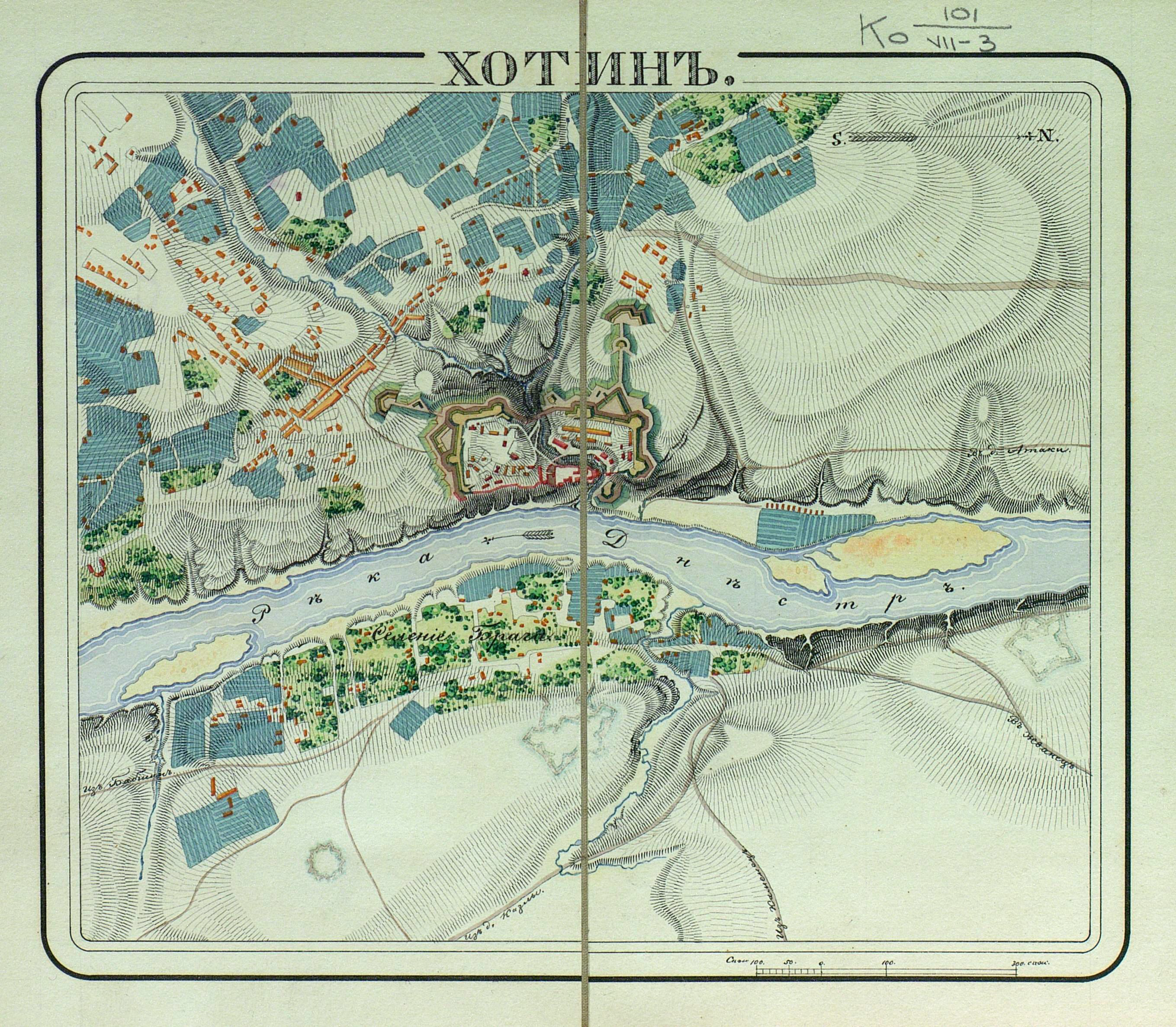
План Хотина (1830-ті роки)

Після російсько-турецької війни 1806—1812 рр. Хотин було анексовано Росією, після чого він став повітовим центром Бессарабської губернії. Відступаючи, османи майже повністю знищили місто.
1832 р. на території фортеці збудовано нову церкву св. Олєксандра Нєвского. 1856 року московський уряд скасував статус Хотинської фортеці як військового об'єкту. Саме місто протягом XIX ст. розбудовували на рівнинному плато за регулярним планом. За переписом 1897 р. Хотин нараховував 18126 мешканців.
Після реформи 1860-х років у Хотині виникли перші промислові підприємства. Тут було кілька водяних млинів. На початку XX ст. в Хотині діяли 3 броварні, 10 ґуралень, 4 тютюнові фабрики, лісопильний і цегельний заводи, 2 друкарні. Місто мало дві лікарні на 45 ліжок, аптеку, діяли 2 двокласні повітові училища (чоловіче і жіноче), 2 чоловічі однокласні училища та одне приватне.

### Визвольні змагання
1918 року на прикордонну Хотинщину претендувало 6 держав: Біла Росія, Російська Соціалістична Федеративна Радянська Республіка, Українська Держава, Молдовська народна республіка, Австро-Угорщина і Румунія. 10 листопада 1918 року Хотин окупували війська королівської Румунії. Почалися репресії та терор. Але хотинчани не покорилися новим заґарбникам. У січні 1919 року спалахнуло антирумунське повстання. Влада в більш як ста селах перейшла до рук Хотинської Директорії на чолі з Й. І. Волошенком-Мардар'євим. Директорія, підтримувана народом, вирішила вигнати румунів з свого краю. Протягом 10 днів учасники Хотинського повстання вели запеклі бої з королівськими військами. Проте увірвавшись 1 лютого у Хотин, заґарбники вчинили розправу над населенням. Щодня заґарбники вели сотні людей на руїни Хотинської фортеці, звідки ніхто не повертався. Хотин упродовж 22 років був повітовим центром Румунії.

### Друга світова війна. Радянська окупація

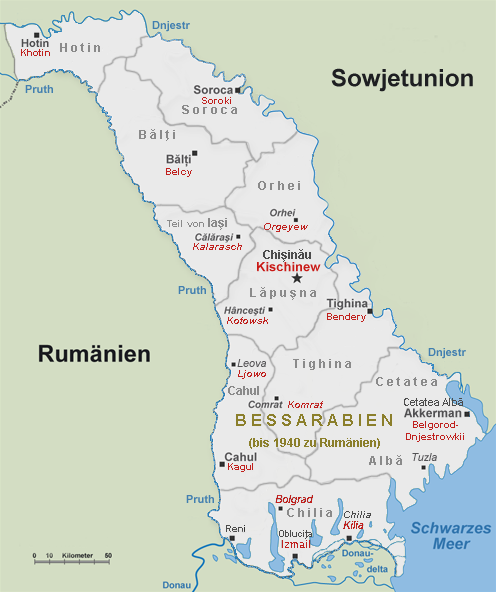
Хотин центр повіту Бессарабії

1940 року після приєднання Бессарабії та Північної Буковини до СРСР Хотин став районним центром УРСР. Під час Другої світової війни Хотин був під румунською окупацією (6 липня 1941 р. — 4 квітня 1944 р.), пізніше знову у складі УРСР.
У 1970 році була побудована об’їзна Хотина, або ж частина дороги автошляху Н-03 «Житомир – Чернівці».
У 1988 році місті було збудовано новий клуб із залом на 700 місць.

### Після відновлення незалежності України
Від 1991 року Хотин — у складі незалежної України, є значним економічним і туристичним осередком держави.

#### Епідемія коронавірусу
У березні 2020 року у місті було виявлено хворого на коронавірус.

## Населення
За даними 2024 року в місті мешкало 8700 осіб.

### Національний склад
Національний склад після Другої світової війни:
- 72 % — українці
- 16 % — росіяни
- 8 % — євреї
- 4 % — румуни

У 1930 роках відповідно було: 15 %, 37 %, 38 % і 9 %.
Розподіл населення за національністю за даними перепису 2001 року:
| Національність  | Відсоток |
| --------------- | -------- |
| українці        | 92,93%   |
| росіяни         | 5,11%    |
| молдовани       | 0,58%    |
| євреї           | 0,26%    |
| білоруси        | 0,23%    |
| румуни          | 0,22%    |
| інші/не вказали | 0,67%    |

### Мова
Розподіл населення за рідною мовою за даними перепису 2001 року:
| Мова            | Чисельність, осіб | Відсоток |
| --------------- | ----------------- | -------- |
| Українська      | 10 427            | 93,74%   |
| Російська       | 552               | 4,96%    |
| Румунська       | 65                | 0,58%    |
| Ромська         | 29                | 0,26%    |
| Єврейська       | 18                | 0,16%    |
| Білоруська      | 14                | 0,13%    |
| Інші/Не вказали | 19                | 0,17%    |
| Разом           | 11 124            | 100%     |

## Природоохоронні території

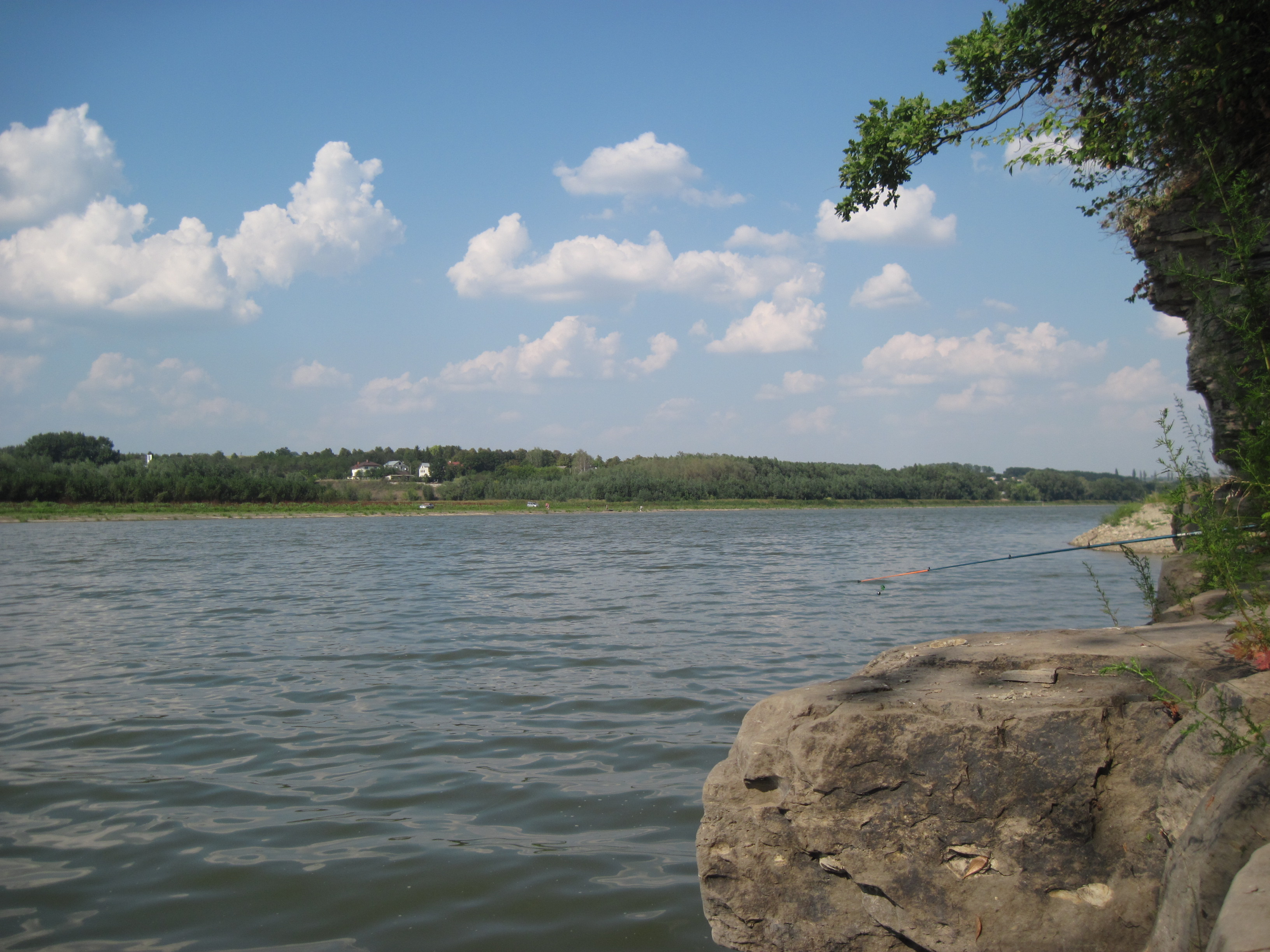
Національний природний парк «Хотинський» поблизу Хотина

У центрі міста розташований парк-пам'ятка садово-паркового мистецтва місцевого значення — «Хотинський парк», а на вулиці Кутузова, 34 — гідрологічна пам'ятка природи Джерело «Хотинське». Місто межує з національним природним парком «Хотинський» (заклад — вул. Олімпійська 69) та народним природним парком «Подільські Товтри». При північно-східній околиці міста Хотин, поруч з Хотинською фортецею, розташований ландшафтний заказник місцевого значення Хотинська фортеця.

## Пам'ятки історії та культури
- У місті діє Державний історико-архітектурний заповідник «Хотинська фортеця». На його території записано понад 50 кінофільмів. Серед них: «Захар Беркут», «Д'Артаньян та три мушкетери», «Тарас Бульба», «Чорна стріла», «Могила Лева», «На війні як на війні», «Русалонька», «Сказання про доблесного лицаря Айвенго» тощо.
- У Хотині є понад 20 пам'яток історії, які перебувають на державному обліку.
- На території міста розташоване військове кладовище, де захоронено 4910 московських солдатів, які згинули у Першу світову війну, і 47 учасників Хотинського повстання 1919 року.

## Святині
На території замку була церква св. Миколая, за переказами збудована грецькою княжною. Пізніше османи влаштували в ній мечеть.
1621 року біля стін замку було 2 церкви: одна дерев'яна і одна мурована.

## Промисловість і торгівля
На сьогодні в місті діють:

Торговельний центр у центрі міста

- Завод харчової та медичної упаковки
- ТДВ «Калібр»
- Завод продтоварів
- ТзОВ «Хотинпродукт»
- ТзОВ «Хотинхліб № 2»
- ОКП «Буковина»
- ТзОВ «Буковинська агропромислова компанія»
- Автотранспортне підприємство 17741
- Держлісгосп
- Районна друкарня

У місті працюють 19 магазинів споживчої кооперації, 12 закладів громадського харчування, близько 20 магазинів та 10 кафе-барів, які перебувають у приватній власності. У колишній будівлі універмагу функціонує критий ринок
У сфері побутового обслуговування діє мале колективне підприємство «Хотинчанка».

## Освіта і культура

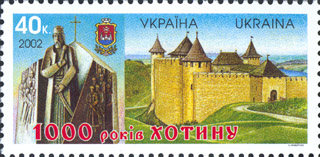
Поштова марка, присвячена 1000-річчю Хотина

В місті функціонують заклади освіти, зокрема:
- Хотинський сільськогосподарський технікум;
- Загальноосвітня школа І–III ступенів № 1;
- Загальноосвітня школа І–III ступенів № 5;
- Хотинська гімназія;
- Материнська школа-сад;
- Дошкільні дитячі установи (дві);
- Допоміжна школа-інтернат № 1;
- Спеціальна загальноосвітня школа № 2 для дітей з тяжкими розладами мови;
- Будинок школярів та учнівської молоді;
- Дитячо-юнацький фізкультурно-спортивний комплекс.

У Хотині працюють будинок народної творчості та дозвілля, музична та художня школи, дві бібліотеки (доросла та дитяча), філія Чернівецького краєзнавчого музею.

## Заклади охорони здоров'я

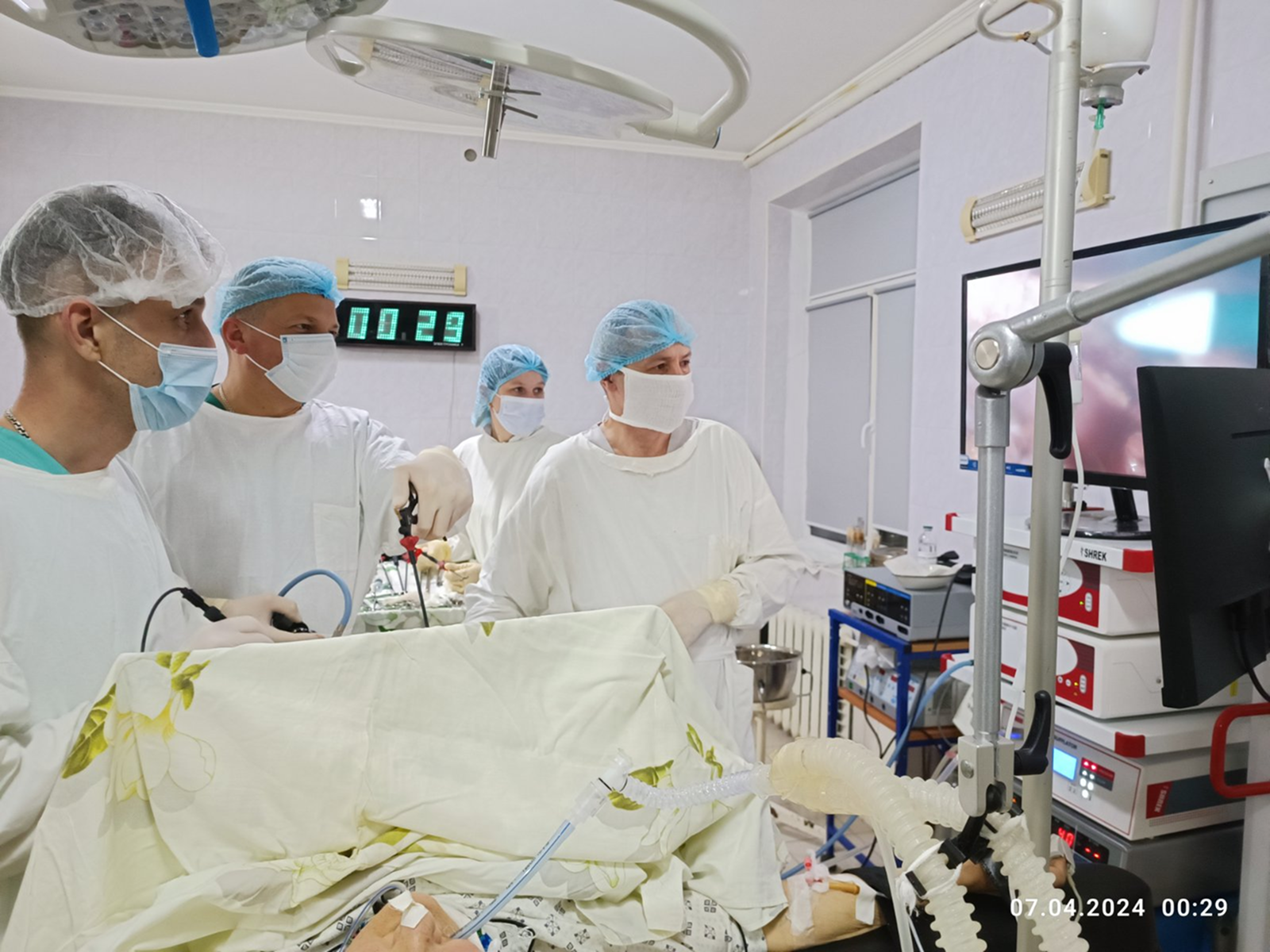
Хотинська багатопрофільна лікарня

Місто Хотин має добре розвинену медичну інфраструктуру, яка надає широкий спектр медичних послуг для мешканців міста та прилеглих населених пунктів. Місто має такі основні заклади охорони здоров'я:
- Поліклініка
- Лікарня
- Пологовий будинок
- Санітарно-епідеміологічна станція
- Міжрайонна станція переливання крові
- Будинок-інтернат для психоневрологічних хворих

#### Історичний розвиток
Перші медичні заклади в Хотині з’явились у XIX столітті, коли місто стало важливим адміністративним і військовим центром. Спочатку це були невеликі амбулаторії та лікарні, що обслуговували військових та місцевих жителів. У радянський період медична інфраструктура розширилась, зокрема були побудовані поліклініки та стаціонарні лікарні, що покращило доступність медичних послуг для населення.

#### Модернізація пологового корпусу

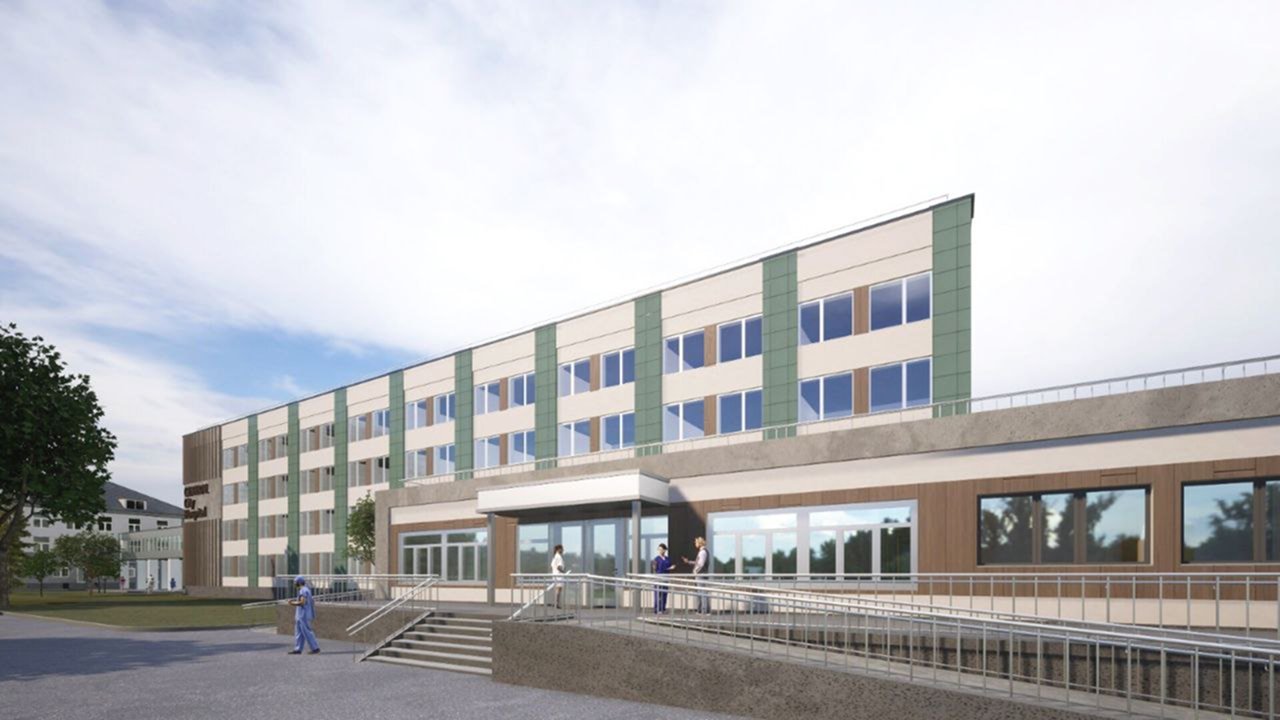
Проєкт сучасного корпусу лікарні (Хотин)

У 2024 році було активізовано роботу над завершенням будівництва нового пологового корпусу Хотинської багатопрофільної лікарні, яке тривалий час перебувало в стані довгобуду. Цей проєкт передбачає створення сучасного корпусу, де функціонуватимуть приймальне відділення, відділення анестезіології та інтенсивної терапії, неврологічне та інсультне відділення, а також хірургічне відділення. Улітку 2024 року Хотин відвідав Міністр охорони здоров'я України Віктор Ляшко, який провів інспекцію багатопрофільної лікарні. Після цього було досягнуто прогресу в реалізації проєкту. Восени 2024 року відбулася телефонна розмова між міністром і місцевими посадовцями, під час якої обговорили подальші кроки щодо реалізації цього важливого для громади проєкту.

#### Оновлення поліклініки
У жовтні 2024 року завершено капітальний ремонт другого поверху поліклінічного відділення Хотинської багатопрофільної лікарні. Під час робіт було замінено двері, підлогове покриття, облаштовано нові санвузли та меблі, що значно покращило умови для пацієнтів і медичного персоналу.

#### Центр підтримки людей з інвалідністю
У червні 2024 року в Хотинській лікарні відкрили кабінет підтримки людей з інвалідністю. Це нововведення надає медичну, соціальну та інформаційну підтримку людям із фізичними обмеженнями. Центр забезпечує доступність медичних послуг та сприяє інтеграції пацієнтів у суспільство.

#### Гуманітарна допомога
У 2023 році медичні заклади Хотина отримали гуманітарну допомогу від французького міста-побратима Ля Курон. Це включало функціональні медичні ліжка, які використовуються у стаціонарі для поліпшення умов перебування пацієнтів.

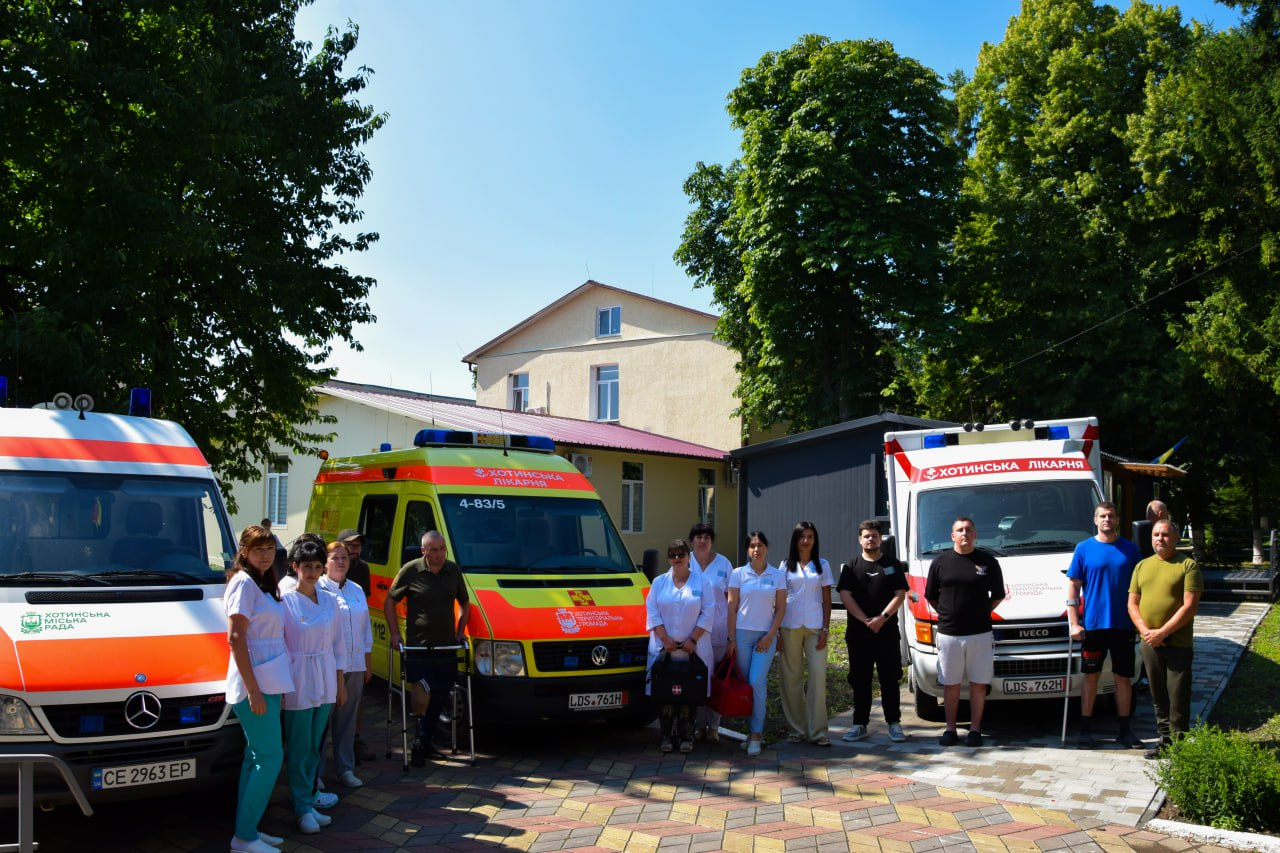
«Хотинська громада отримала медичні автомобілі від партнерів з Німеччини та Польщі»

У 2024–2025 роках Хотинська громада отримала три спеціалізовані медичні автомобілі від німецьких партнерів — міст Тельтов та Кенігс-Вустерхаузен, а також благодійної організації ASB. Ці засоби значно посилили можливості громади в сфері охорони здоров’я
Передані автомобілі включають:
- реанімобіль для екстрених медичних випадків,
- транспорт для надання паліативної допомоги та реабілітації ветеранів,
- автомобіль для комунальних потреб, що сприяє підтримці інфраструктури громади.

Завдяки цьому обладнанню громада почала надавати:
- паліативну допомогу тяжкохворим пацієнтам у рамках контракту з НСЗУ (на суму майже 10 млн грн),
- якісну реабілітацію військовослужбовців,
- оперативну медичну підтримку у критичних ситуаціях.

Медики здійснили близько 2200 виїздів з початку 2025 року — що свідчить про реальний вплив нової транспортної бази на ефективність екстреної та паліативної допомоги (дані місцевого звіту).

#### Сучасне обладнання
У 2024 році Хотинський медичний центр придбав апарат Braster Pro для ранньої діагностики раку молочних залоз. Це обладнання дозволяє виявляти патології на ранніх стадіях і сприяє покращенню результатів лікування.

#### Паліативне відділення
В Хотинській лікарні функціонує паліативне відділення, яке надає допомогу пацієнтам з важкими хронічними захворюваннями. У 2024 році для його ремонту було виділено 700 тисяч гривень, що покращить умови для пацієнтів та медперсоналу.

## Транспорт
|                                    |  |  |
| Хотинський муніціпальний транспорт |  |  |

Міський транспорт у Хотині розпочав свою роботу 2 травня 2024 року, ставши важливим етапом у розвитку інфраструктури громади. Він забезпечує зручне та безкоштовне перевезення жителів міста та прилеглого села Атаки.

#### Історія впровадження
До 2024 року Хотин не мав організованої системи громадського транспорту. Ситуація змінилася завдяки співпраці Хотинської міської ради з міжнародними партнерами. Німецьке місто Тельтов передало Хотину два комфортабельних автобуси, MAN і Mercedes, які використовуються для обслуговування маршруту «Хотин – Атаки – Хотин». Цей проєкт був реалізований за підтримки Stadt Teltow та Федерального канцлера Німеччини Олафа Шольца.

Схема міського транспорту міста Хотина (Хотин - Атаки)

#### Опис роботи
Автобуси здійснюють 7 рейсів у будні дні та 3 рейси в суботу. Вони курсують із 7:00 ранку до пізнього вечора, перевозячи пасажирів від мікрорайонів Хотина та села Атаки до центру міста, автовокзалу, навчальних закладів та інших об’єктів інфраструктури.

Розклад міського транспорту Хотина

Протягом перших восьми місяців роботи автобус виконав понад 1 155 рейсів і перевіз близько 84 000 пасажирів, включаючи школярів, пенсіонерів та інших мешканців громади. Щоденно автобус обслуговує від 350 до 400 осіб, а у святкові дні – понад 450.

#### Соціальне значення
Проїзд у муніципальних автобусах є безкоштовним, що робить транспорт доступним для всіх категорій населення. Автобуси обладнані для перевезення маломобільних груп населення.

#### Перспективи
Хотинська міська рада планує продовжити безкоштовний проїзд і в 2025 році. У перспективі передбачено розширення маршрутів та покращення якості надання транспортних послуг.

#### Номерні знаки автомобілів
- СЕ / 26

### Залізниця

Проєкт нової залізничної ділянки, що поєднає Чернівці з Кам'янець-Подільським через Хотин

Олександр Кава поділився думками, які напрямки та ділянки залізниці могли б отримати розвиток у осяжній перспективі. Так, за його словами, необхідно вирішувати проблему сполучення зі Чернівцями. Повернення до реалізації цього проєкту будівництва лінії від Кам'янця-Подільського до Чернівців, це можливість місту Хотин отримати залізничне сполучення зі різними частинами країни.

## Засоби масової інформації
- Газета «Хотинські вісті». 20 лютого 2007 року угоду про розподіл виробничих стосунків і гарантій незалежності редакційної політики газети «Хотинські вісті» підписали від колективу — головний редактор газети «Хотинські вісті» Василь Бурлака, голова профспілкового комітету редакції Сергій Доманчук, а від засновників — голова районної ради Григорій Тимчук та перший заступник голови районної державної адміністрації Сергій Скрипник [18].

## Відомі люди
- Мельницький Василь Іванович (1952) — український військовик, науковець та волонтер під час російсько-української війни. Доцент, доктор філософії, кандидат військових наук, генерал-майор, навчався в школи № 4 міста Хотина до 1969 року.
- Форман Ігор Юрійович (24 квітня 1990) — молодший сержант збройних сил України, учасник російсько — української війни, проходить службу в 503 ОБМП, 38 ОБрМП., навчався в школі № 4 міста Хотин
- Турхан Хатідже Султан (Шаблон:Lang-tur; бл. 1627/1628 — 5 липня 1683) — дружина османського султана Ібрагіма I, народилася у Західній Україні, в передмісті Хотина, село Анадоли, неподалік Хотинської фортеці.[19]. Її християнське ім'я невідоме. Пізніша легенда приписує їй ім'я Надія. Під час одного з набігів кримців була схоплена в полон і продана у рабство. Пізніше Надія була Регентом — Султаною Османської Імперії до поки її син Мехмед був дитиною, аж до самого повноліття.
- Бабій Олександр Іванович — (1927) — молдавський і український філософ, публіцист. Доктор філософських наук (1974), професор (1985). Працював в Інституті філософії, соціології і права АН Молдавії. З 2000 р. проживав у Москві.
- Галкін Кузьма Іванович (1924—1942) — Герой Радянського Союзу (1965).
- Гелена-Фатіма Глявоне — сестра Софії Потоцької.
- Добржинський Євген Наркісович — бібліотекознавець, бібліограф Російської імперії й СРСР. Народився 02.02.1864 р. у Хотині Бессарабської губернії. Закінчив Хотинське повітове училище, навчався у Кам'янець-Подільській гімназії, на фізико-математичному факультеті Варшавського університету (1885—1890). Працював бібліотекарем Варшавського університету, Варшавського політехнічного інституту, політехнічного інституту в Петербурзі. У 1919—1920 рр. займався переобладнанням бібліотеки Саратовського університету, відтак повернувся у Петербург на попередню посаду. Помер 06.01.1938 р.
- Кириленко Іван Михайлович (25 серпня 1983, м. Хотин) — художник-живописець, член Національної спілки художників України.
- Коваль Олександр Олександрович (1997—2015) — солдат Збройних сил України (загін «Азов»), учасник російсько-української війни, загинув у боях за Маріуполь.
- Козяр Валентина Олексіївна (1962) — українська художниця.
- Ільяш Колчак паша — воєначальник Османської імперії.
- Комарницький Сергій Іванович (1936) — український історик, публіцист, краєзнавець. Кандидат історичних наук (1971). Доцент.
- Курліков Борис Семенович — (11.02.1918, м. Хотин — 10.09.2009) — український художник-аматор. Член Національної спілки майстрів народного мистецтва України. Заслужений майстер народної творчості України (2002).
- Лопушанська Олександра Іванівна — хімік, педагог, громадський діяч, почесний професор Чернівецького університету, почесний громадянин міста Чернівці.
- Побережник Сергій Анатолійович (1982—2014) — солдат Збройних сил України, учасник російсько-української війни.
- Проскурня Георгій Дмитрович — козак 4-го куреня 4-ї Київської дивізії Армії УНР, Герой Другого Зимового походу
- Снігур Степан Олексійович (25.11.1915, с. Ріпенці, тепер Кам'янець-Подільського району Хмельницької області — 16.03.1995, м. Хотин) — український письменник і педагог. Автор п'єс: «Полум'яні серця», «Полум'я»; повістей: «Альпійські троянди», «Буревій», «Татів наган». Лауреат премій імені Миколи Островського і Кузьми Галкіна.
- Трахтенберг Олександр Хунович (1931—2016) — радянський і російський хірург, учений-медик в галузі торакальної хірургії та онкології.
- Шкабара Катерина Олексіївна (грудень 1912 (1913), м. Хотин —2002) — український кібернетик, один з творців першої у континентальній Європі електронно-обчислювальної машини «МЕСМ». Лауреат Премії АН України імені С. О. Лебедєва.
- Юр'єв Ігор Зотович (26 березня 1951, м. Хотин) — український художник, графік. Член Національної спілки художників України (1999). Заслужений художник України (2018).

## Цікаві факти про місто
На території міської фортеці було знято безліч фільмів – «Тарас Бульба», «Гадюка», «Захар Беркут», «Балада про доблесного лицаря Айвенго», «Три мушкетери», «Чорна стріла», «Стара фортеця», «Стріли Робін Гуда».
|                                     |  |  |
| Ювілейна монета "1000 років Хотину" |  |  |

Хотин входить у Подільсько-Буковинський туристичний кластер під назвою «Подільсько-Буковинське намисто» для популяризації туризму та залучення інвестицій у місто, також сюди входять міста Чернівці та Кам'янець-Подільський, які формують умовне намисто на мапі.
За різними припущеннями, свого часу на території міського замкового комплексу, в одній із споруд були знамениті турецькі лазні з басейном. І що ще цікавіше – тут розміщався справжній турецький гарем, де за легендою, тримали близько 30 дівчат.
У 1890 році поблизу Хотина несподівано знайшли скарб. Це були різні монети із Саксонії, Тюрингії, Чехії, Угорщини та інших країн.
|                          |  |  |
| Хотинська битва (монета) |  |  |

## Місто-побратим
- Опочно, Польща
- Берат, Албанія
- Аален, Німеччина
- Лa-Курон, Франція
- Ален, Німеччина
- Тельтов, Німеччина
- Серет, Румунія
- Ла-Мот-Серволе, Франція
- Еслев, Швеція[20]

## Галерея

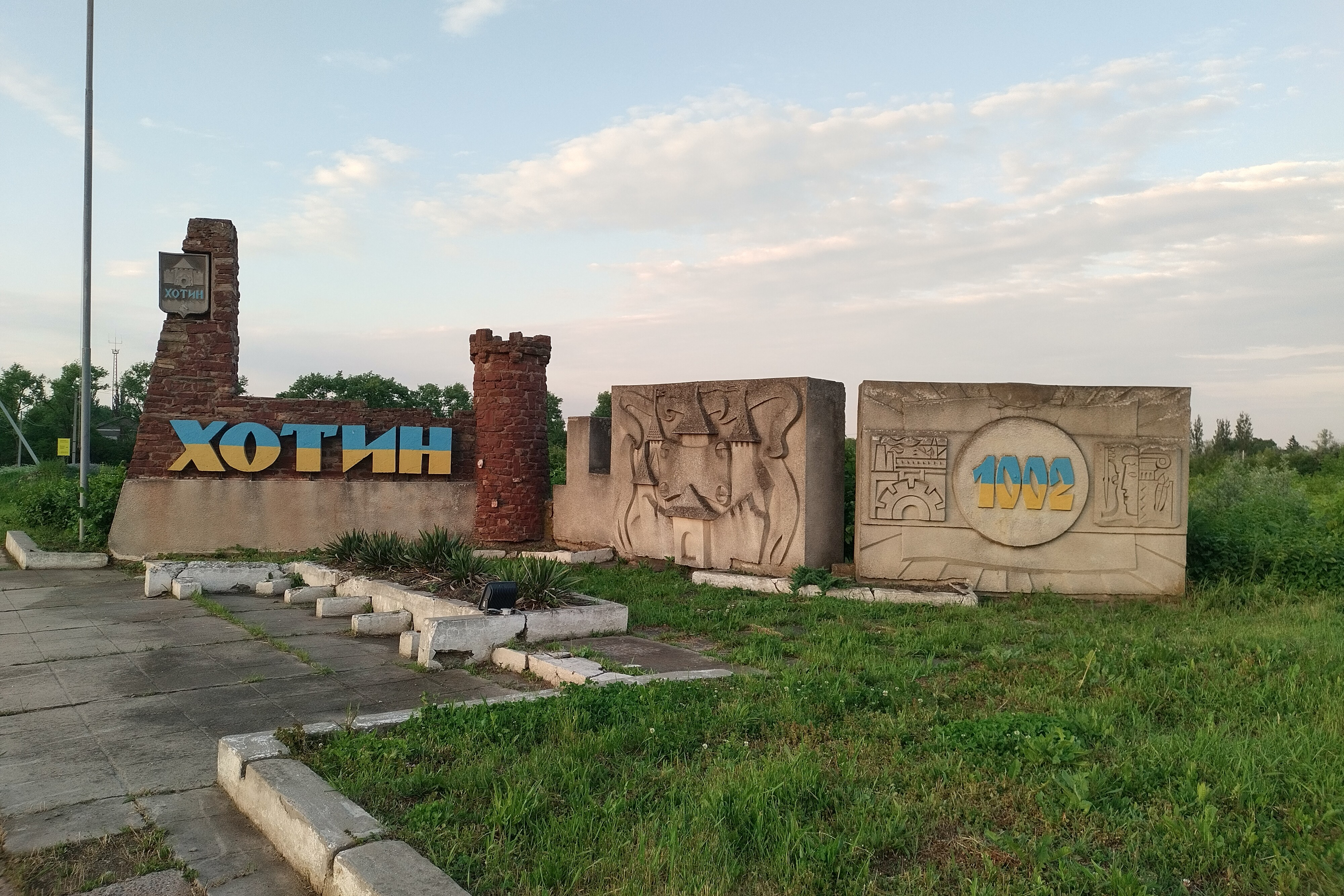
Стела при в'їзді до міста
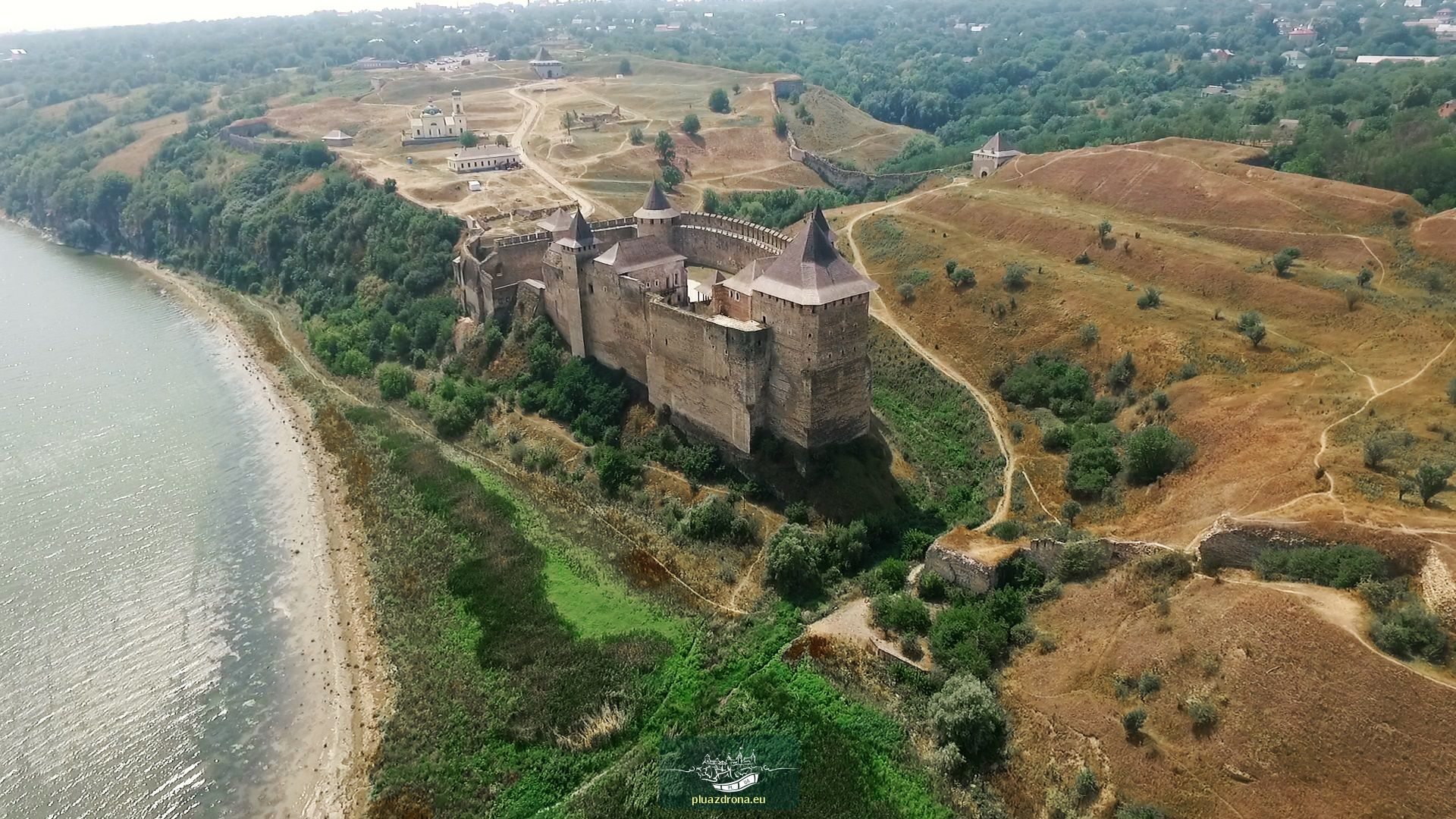
Хотинська фортеця з дрона
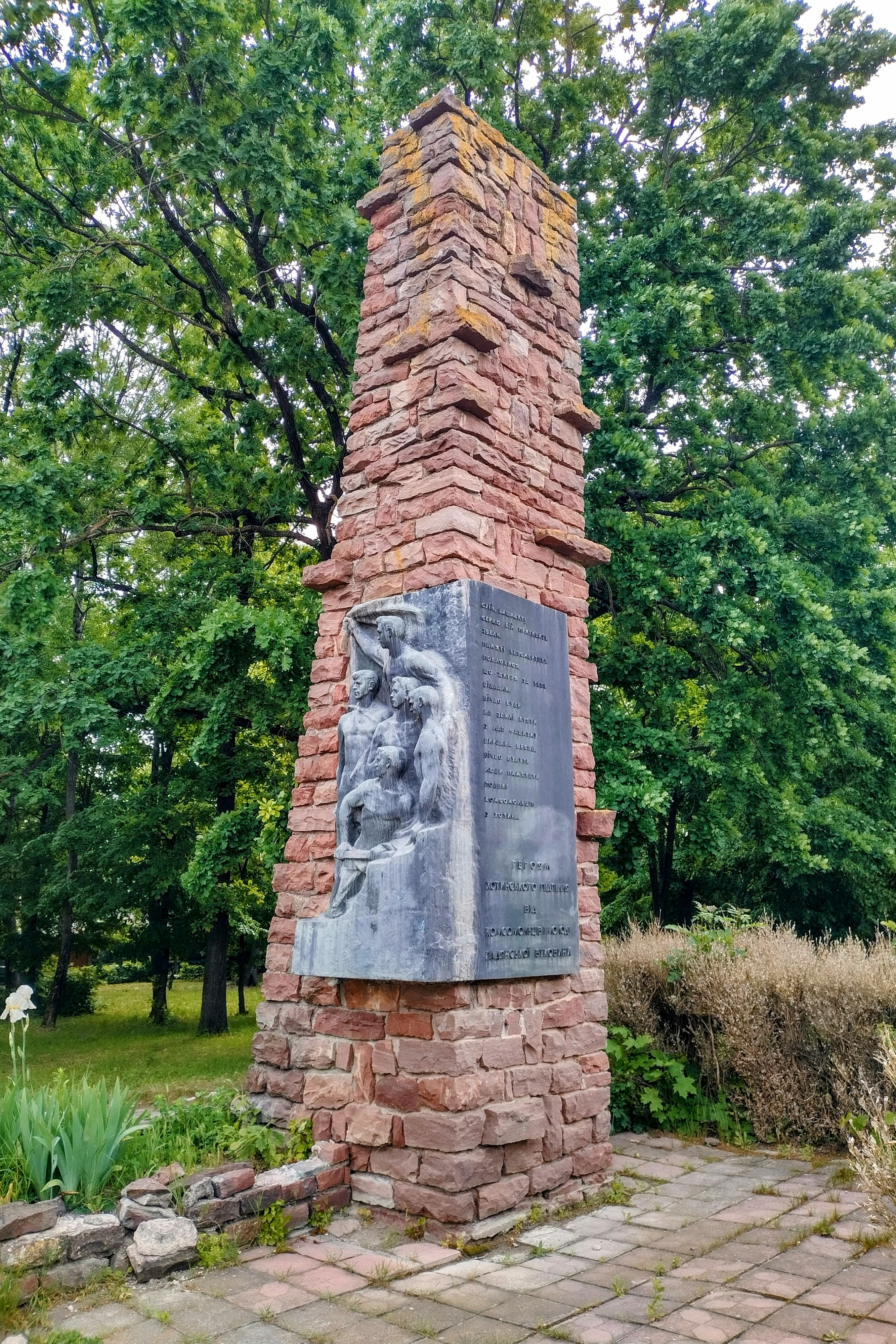
Пам'ятник героям Хотинського підпілля
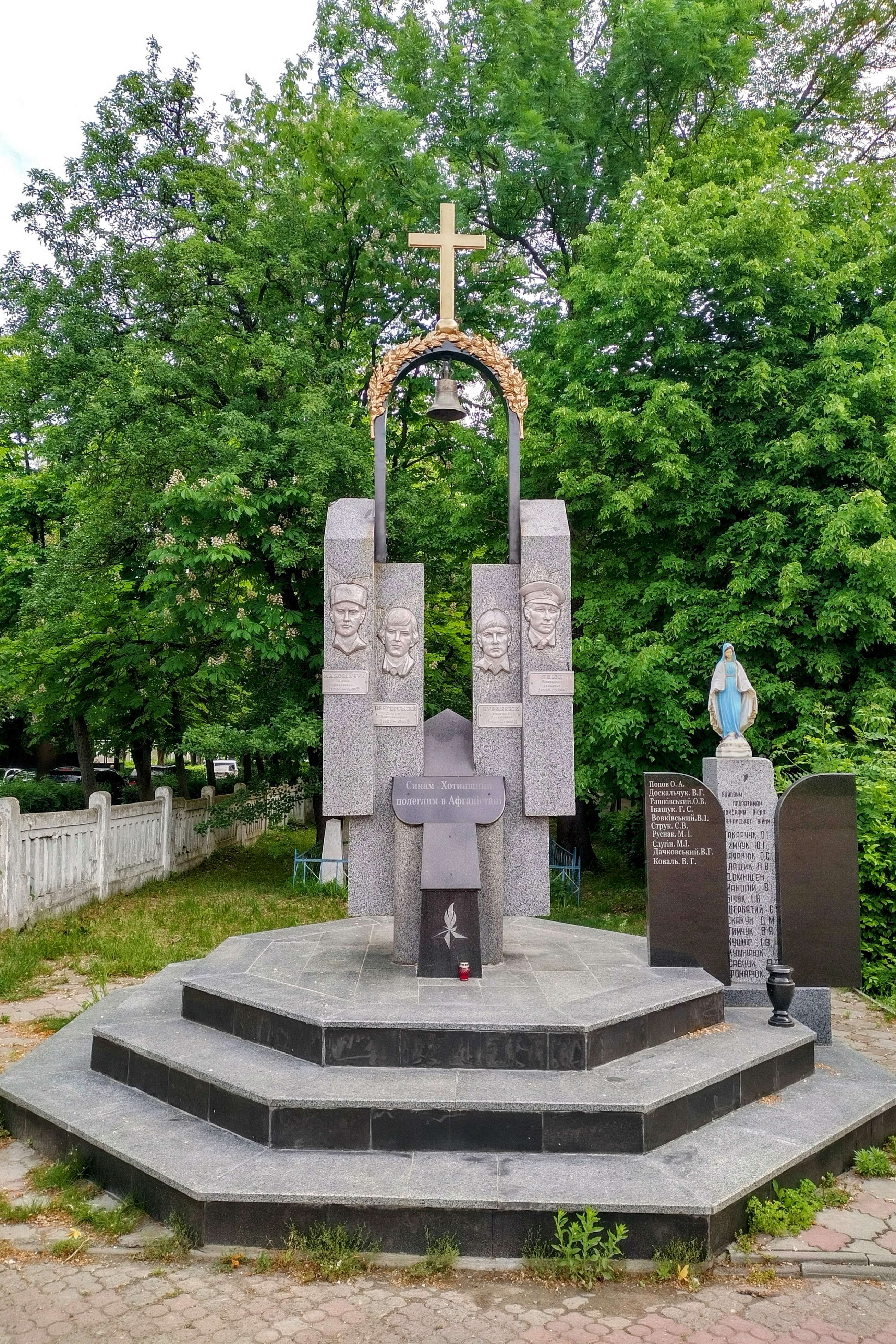
Пам'ятник загиблим в Афганістані
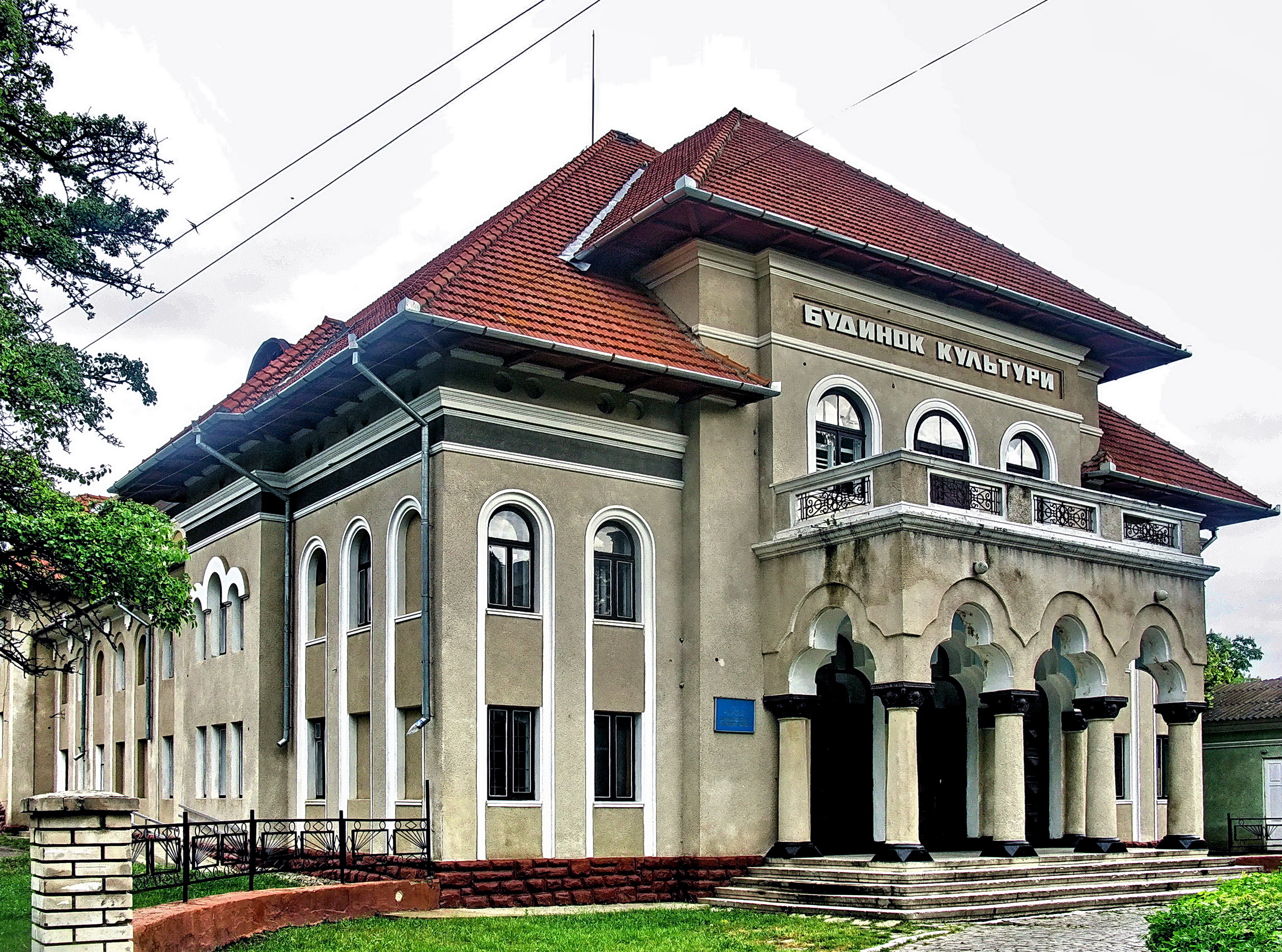
Будинок культури
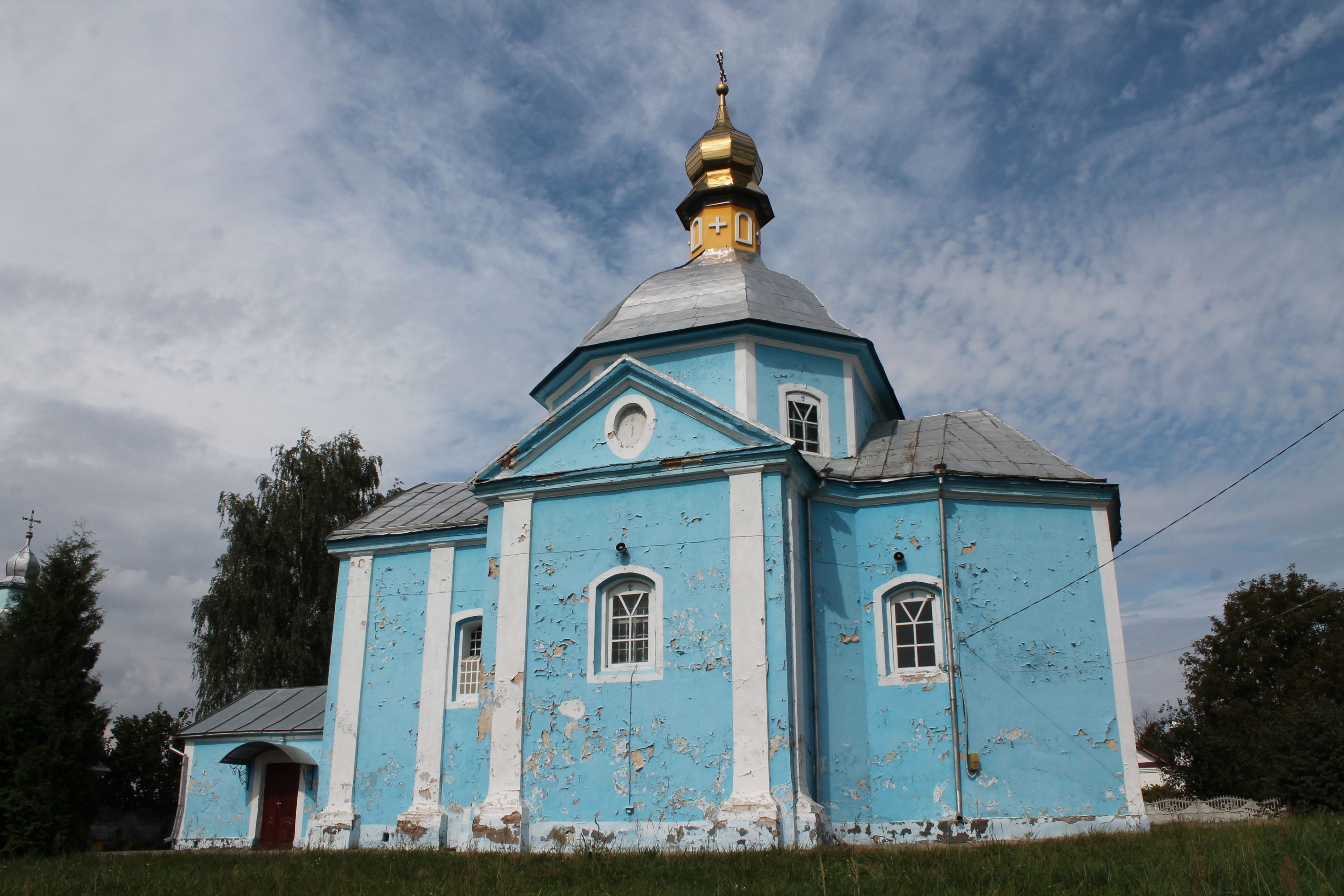
Церква Зачаття святої Анни
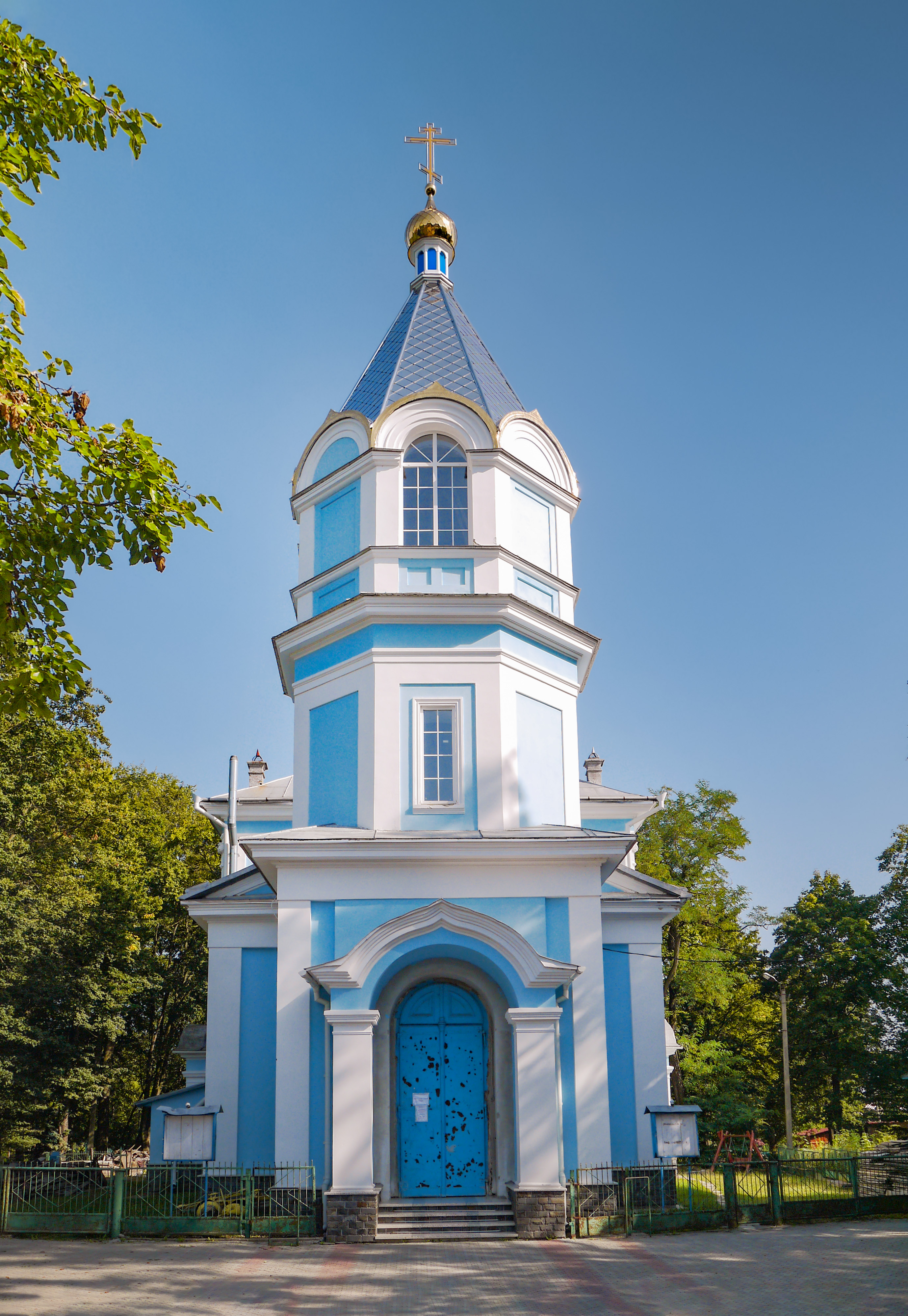
Свято-Покровський собор
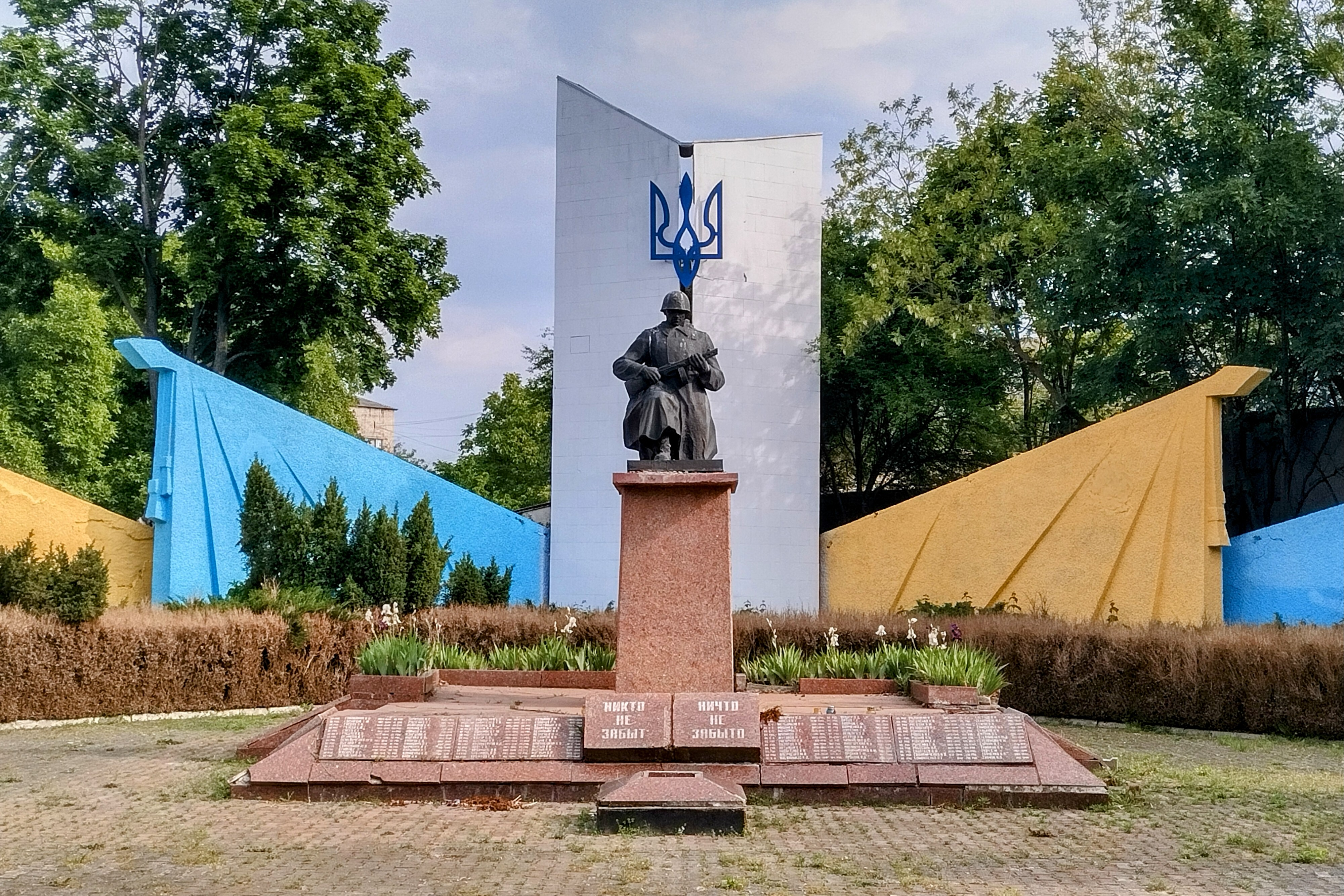
Військовий меморіал загиблим в роки Другої Світової війни
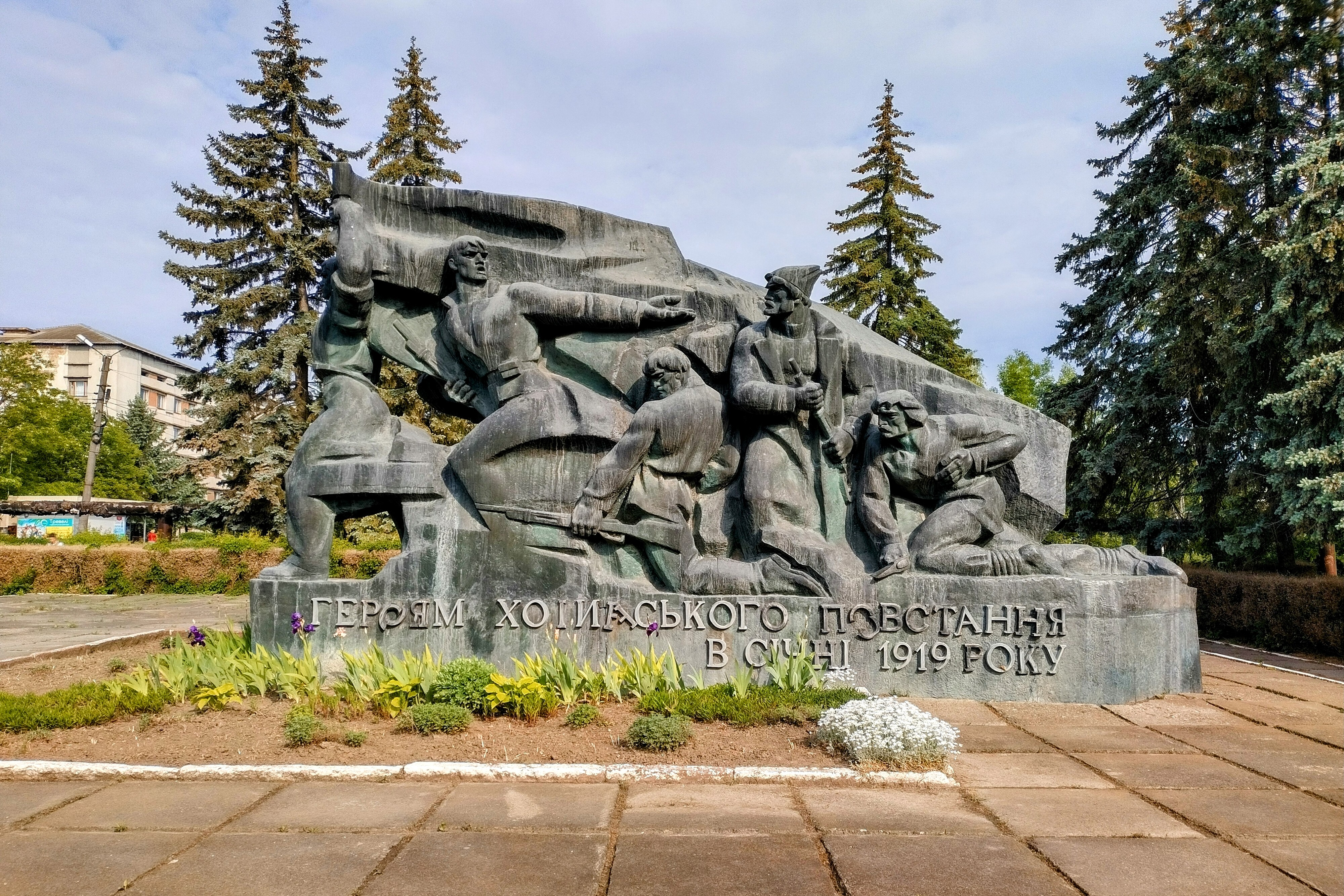
Меморіал героям Хотинського повстання в січні 1919 року
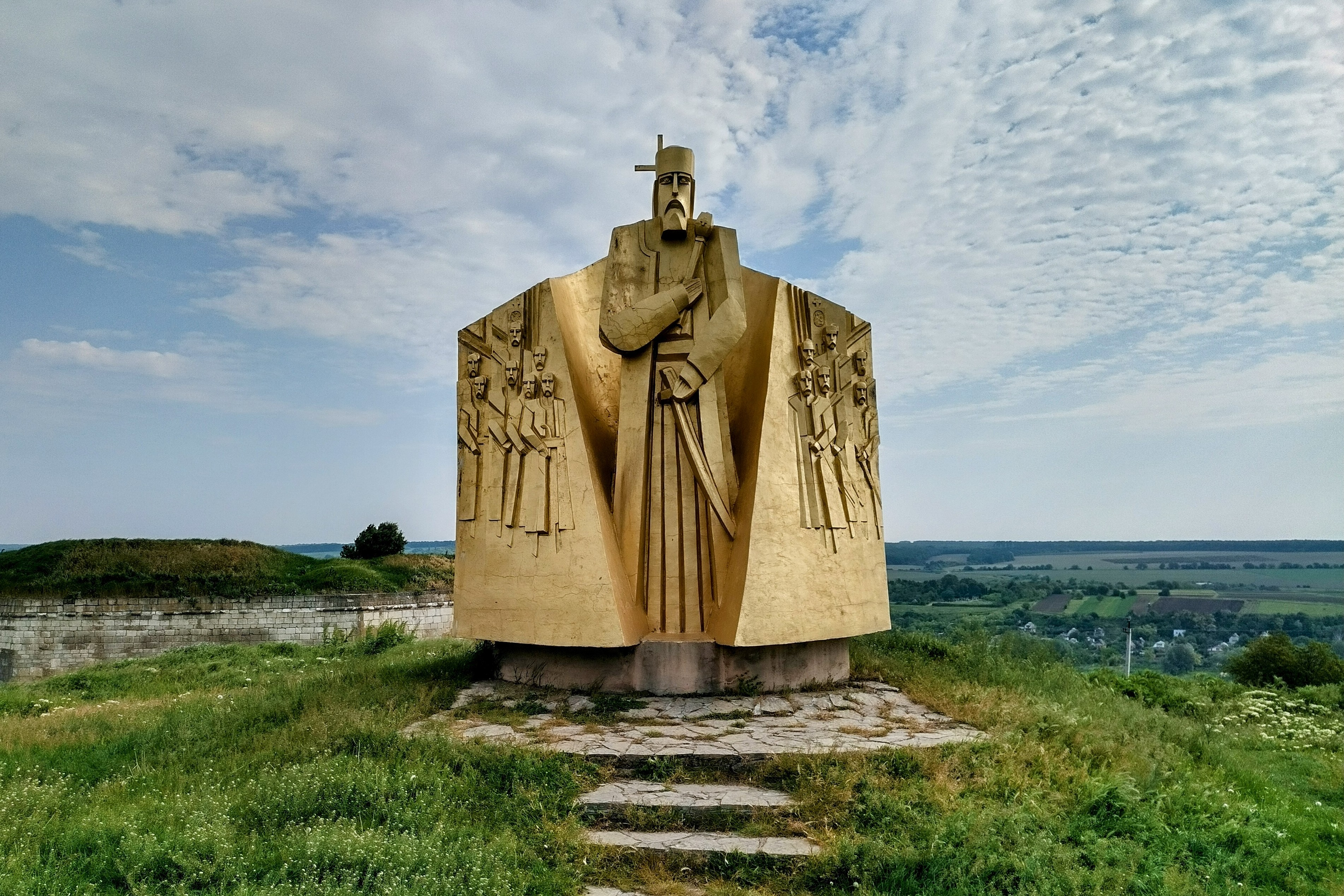
Монумент гетьману Петру Сагайдачному (скульптор - В. І. Гамаль)
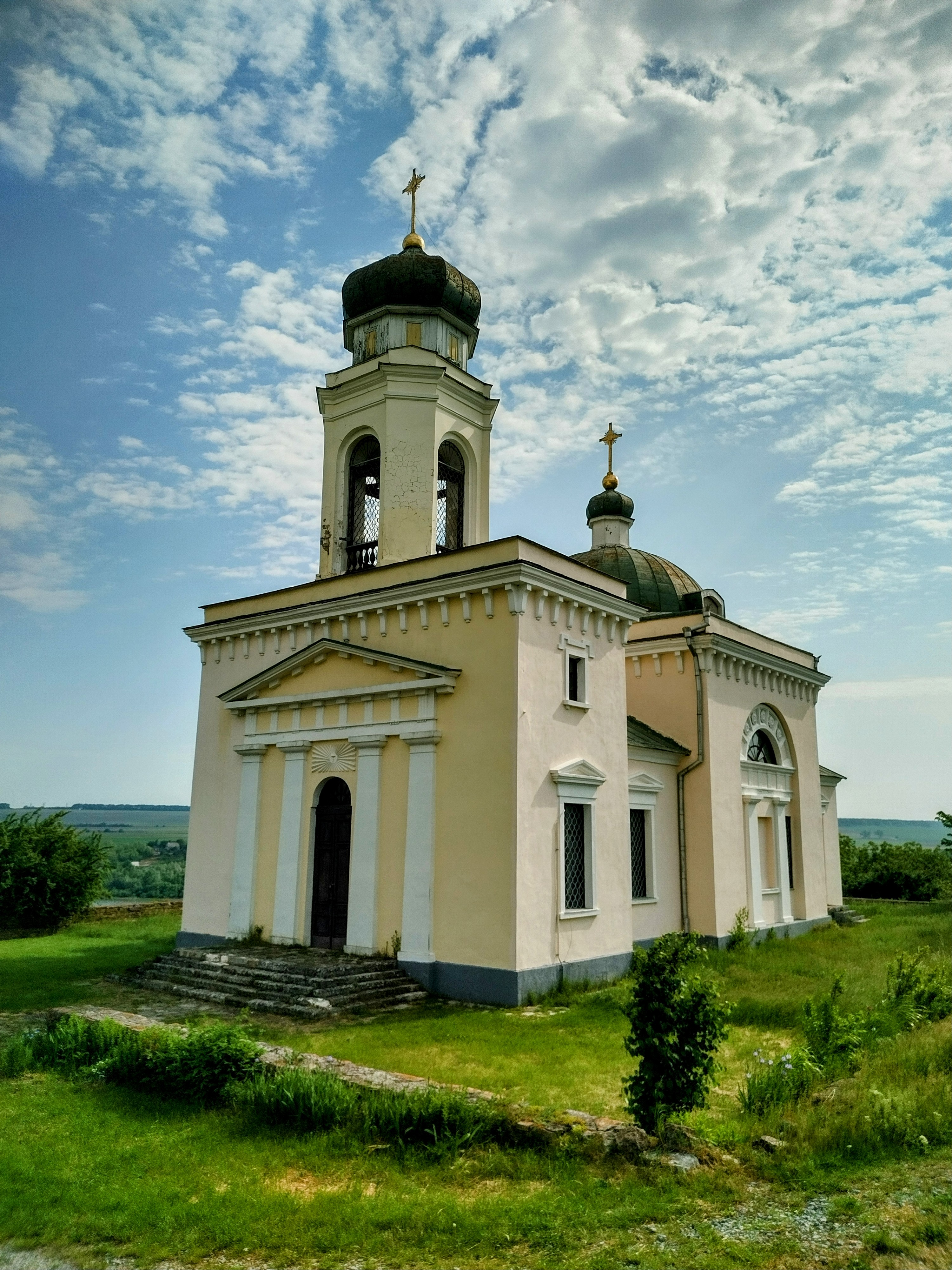
Церква Святого Олександра Невського
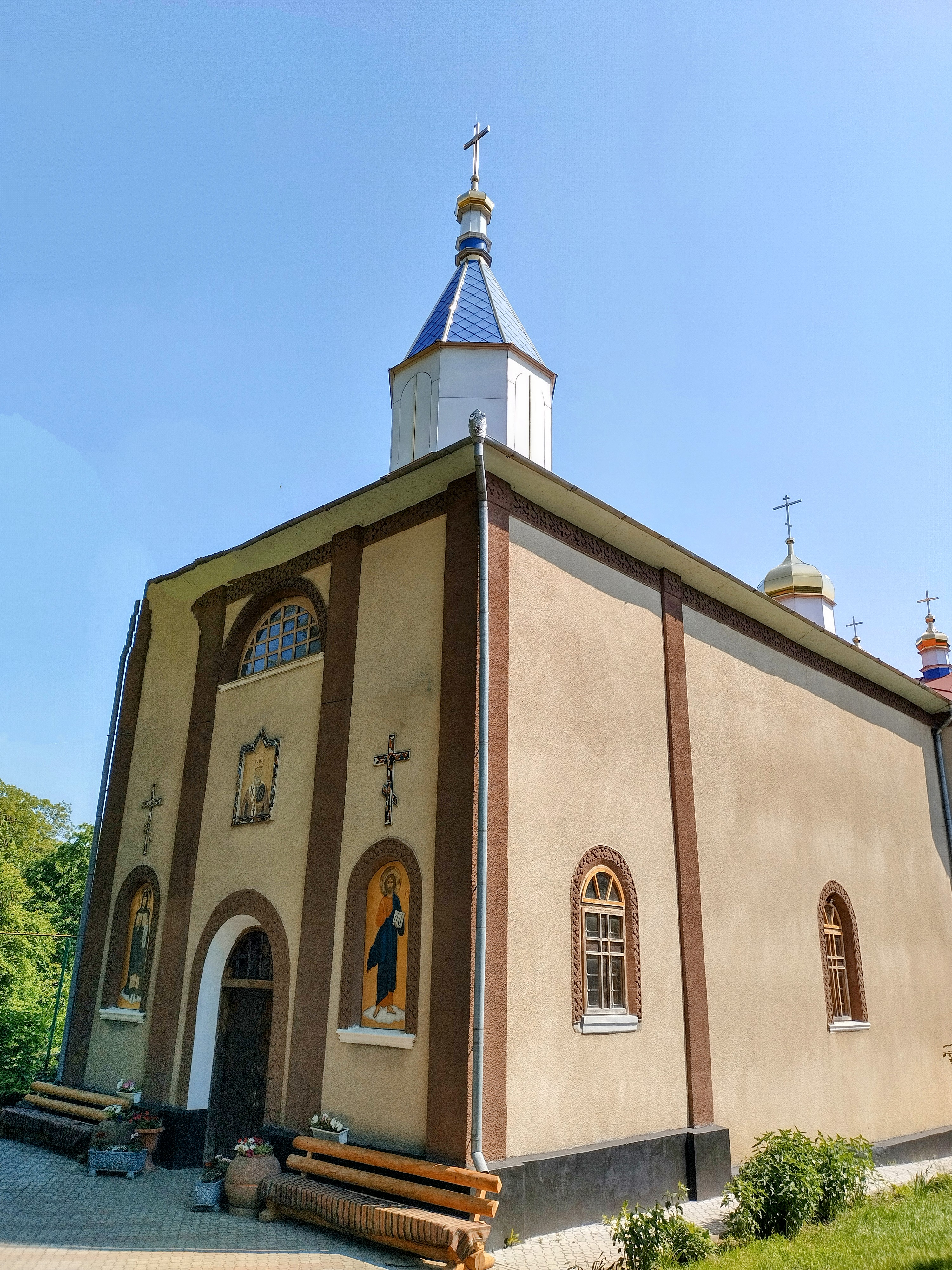
Свято-Миколаївська церква
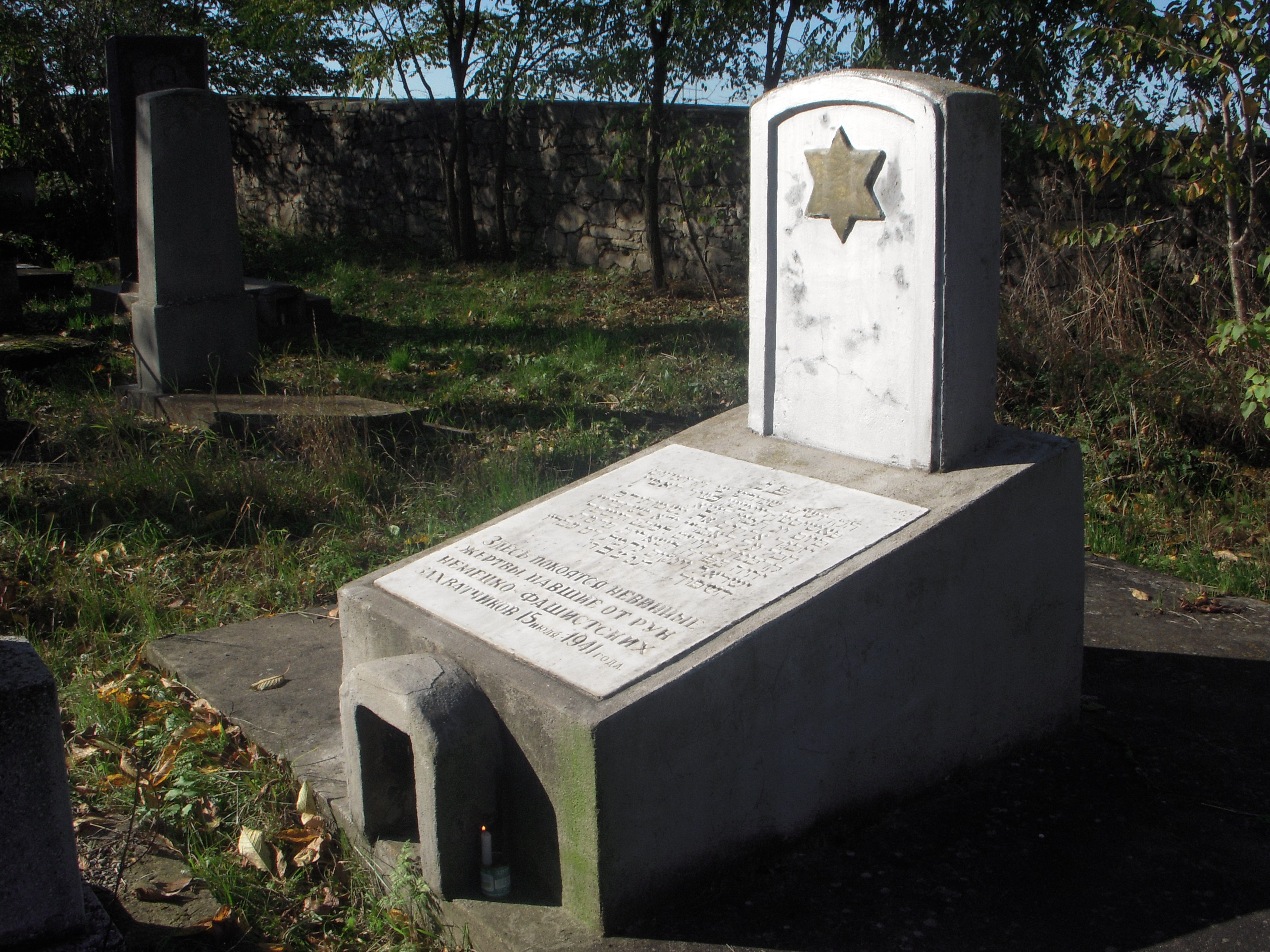
Єврейське кладовище (Хотин)
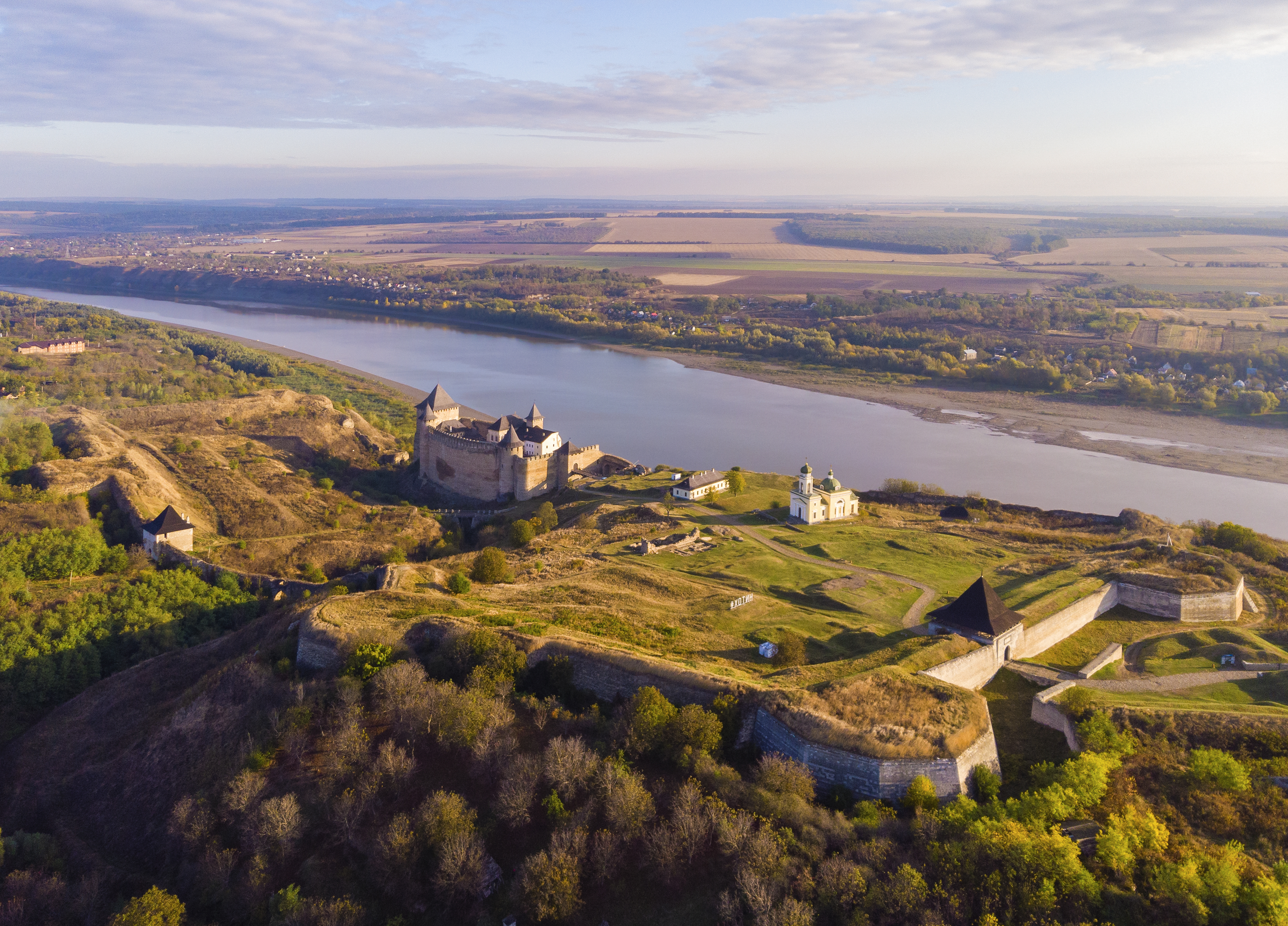
Фортеця з дрона
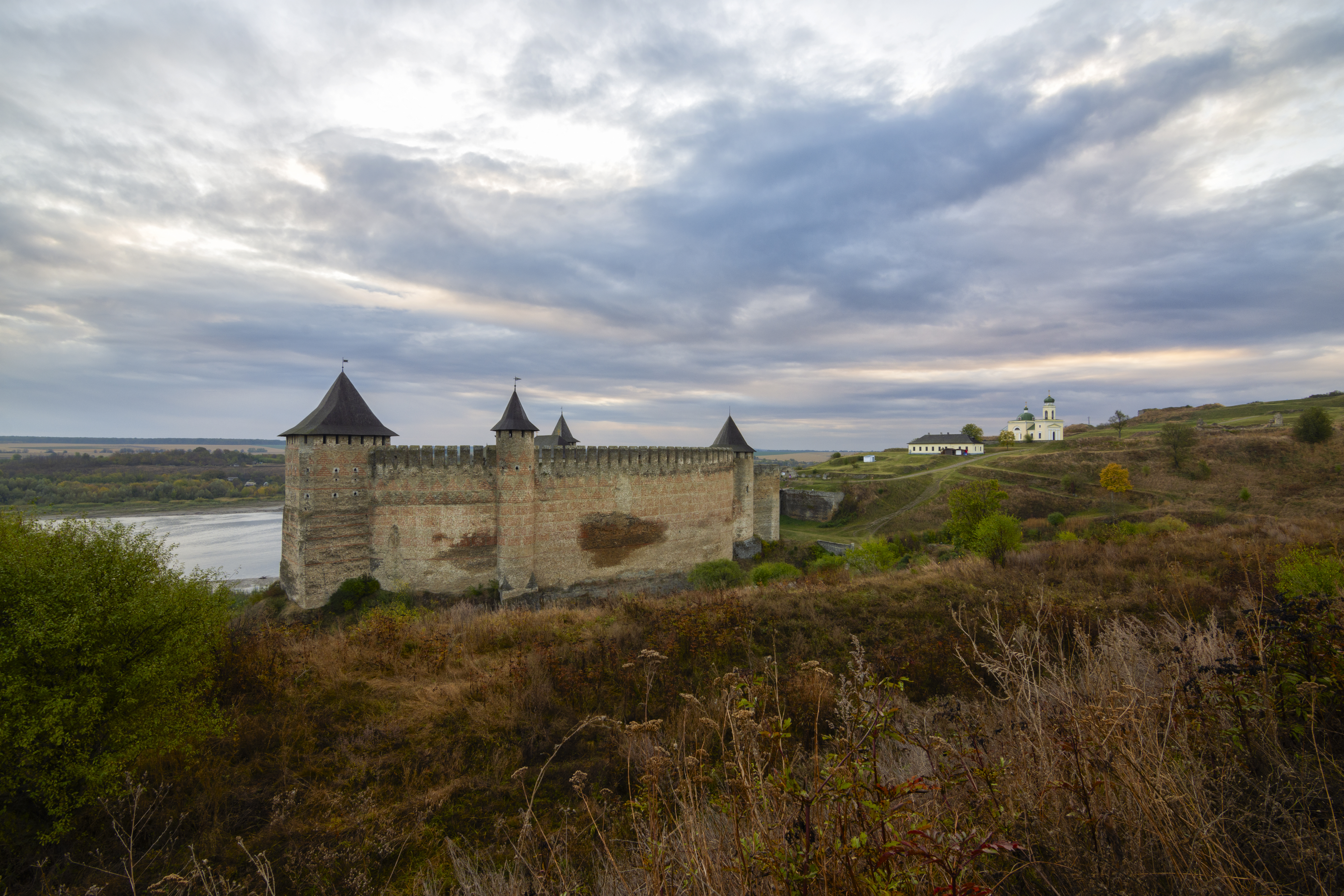
Осінній ранок біля фортеці